# UEFA Nations League 2024/25/Liga A
Die Liga A der UEFA Nations League 2024/25 war die vierte Austragung der höchsten Division innerhalb dieses Wettbewerbs. Sie begann am 5. September 2024 und endete am 8. Juni 2025 mit dem Finale.
In der Liga A traten 16 Mannschaften in vier Vierergruppen an. Die Gruppensieger (Portugal, Frankreich, Deutschland und Spanien) und Gruppenzweiten (Kroatien, Italien, Niederlande und Dänemark) qualifizierten sich für das Viertelfinale, das im März 2025 mit Hin- und Rückspiel ausgetragen wurde. Die vier Sieger des Viertelfinales qualifizierten sich für die Endrunde, welche vom 4. bis 8. Juni 2025 in einem der vier qualifizierten Länder (Deutschland) ausgetragen wurde. Die Gruppenletzten (Polen, Israel, Bosnien-Herzegowina und Schweiz) stiegen in die Liga B ab.

## Gruppe 1
| Pl. | Land       | Sp. | S | U | N | Tore    | Diff. | Punkte |
| --- | ---------- | --- | - | - | - | ------- | ----- | ------ |
| 1.  | Portugal   | 6   | 4 | 2 | 0 | 013:500 | +8    | 14     |
| 2.  | Kroatien   | 6   | 2 | 2 | 2 | 008:800 | ±0    | 08     |
| 3.  | Schottland | 6   | 2 | 1 | 3 | 007:800 | −1    | 07     |
| 4.  | Polen      | 6   | 1 | 1 | 4 | 009:160 | −7    | 04     |

### Portugal – Kroatien 2:1 (2:1)
| Portugal                                                                     | Portugal | Kroatien | Kroatien |
| ---------------------------------------------------------------------------- | --- | --- | -------- |
| Portugal                                                                     | \| 1. Spieltag \| \| 5. September 2024 um 19:45 Uhr (20:45 Uhr MESZ) in Lissabon (Estádio da Luz) \| \| Zuschauer: 57.675 \| \| Schiedsrichter: Halil Umut Meler ( Türkei) \| \| Spielbericht \| | \| 1. Spieltag \| \| 5. September 2024 um 19:45 Uhr (20:45 Uhr MESZ) in Lissabon (Estádio da Luz) \| \| Zuschauer: 57.675 \| \| Schiedsrichter: Halil Umut Meler ( Türkei) \| \| Spielbericht \| | Kroatien |
| Portugal                                                                     | Diogo Costa – Nuno Mendes, Gonçalo Inácio (77. Antonio Silva), Rúben Dias, Diogo Dalot – Vitinha (90. Pedro Gonçalves), Bruno Fernandes, Bernardo Silva – Rafael Leão (46. João Neves), Cristiano Ronaldo (87. Diogo Jota), Pedro Neto (46. Nélson Semedo) Cheftrainer: Roberto Martínez ( Spanien) | Dominik Livaković – Joško Gvardiol, Marin Pongračić (46. Duje Ćaleta-Car), Josip Šutalo – Borna Sosa, Mateo Kovačić – Kristijan Jakić (77. Ivan Perišić), Mario Pašalić (67. Luka Sučić), Martin Baturina (61. Igor Matanović), Luka Modrić (77. Petar Sučić) – Andrej Kramarić Cheftrainer: Zlatko Dalić | Kroatien |
| Portugal                                                                     | 1:0 Dalot (7.) 2:0 Cristiano Ronaldo (34.) | 2:1 Dalot (41. Eigentor) | Kroatien |
| Portugal                                                                     | Modrić (72.) | | Kroatien |
| 1. Spieltag                                                                  | | |          |
| 5. September 2024 um 19:45 Uhr (20:45 Uhr MESZ) in Lissabon (Estádio da Luz) | | |          |
| Zuschauer: 57.675                                                            | | |          |
| Schiedsrichter: Halil Umut Meler ( Türkei)                                   | | |          |
| Spielbericht                                                                 | | |          |

### Schottland – Polen 2:3 (0:2)
| Schottland                                                                | Schottland | Polen | Polen |
| ------------------------------------------------------------------------- | --- | --- | ----- |
| Schottland                                                                | \| 1. Spieltag \| \| 5. September 2024 um 19:45 Uhr (20:45 Uhr MESZ) in Glasgow (Hampden Park) \| \| Zuschauer: 46.356 \| \| Schiedsrichter: Glenn Nyberg ( Schweden) \| \| Spielbericht \|                                                                               | \| 1. Spieltag \| \| 5. September 2024 um 19:45 Uhr (20:45 Uhr MESZ) in Glasgow (Hampden Park) \| \| Zuschauer: 46.356 \| \| Schiedsrichter: Glenn Nyberg ( Schweden) \| \| Spielbericht \| | Polen |
| Schottland                                                                | Angus Gunn – Andrew Robertson , Scott McKenna, Grant Hanley, Tony Ralston – Kenny McLean (71. Ben Doak), Billy Gilmour (82. Lewis Morgan), Ryan Christie (71. Ryan Gauld), Scott McTominay, John McGinn – Lyndon Dykes (71. Lawrence Shankland) Cheftrainer: Steve Clarke | Marcin Bułka – Jakub Kiwior (46. Sebastian Walukiewicz), Paweł Dawidowicz, Jan Bednarek – Nicola Zalewski, Kacper Urbański, Sebastian Szymański (82. Bartosz Slisz), Piotr Zieliński (82. Jakub Moder), Przemysław Frankowski – Robert Lewandowski (72. Adam Buksa), Krzysztof Piątek (72. Jakub Piotrowski) Cheftrainer: Michał Probierz | Polen |
| Schottland                                                                | 1:2 Gilmour (46.) 2:2 McTominay (76.) | 0:1 Szymański (61.) 0:2 Lewandowski (44., Foulelfmeter) 2:3 Zalewski (90.+7') | Polen |
| Schottland                                                                | Dawidowicz (35.), Zalewski (52.), Slisz (84.) | | Polen |
| 1. Spieltag                                                               | | |       |
| 5. September 2024 um 19:45 Uhr (20:45 Uhr MESZ) in Glasgow (Hampden Park) | | |       |
| Zuschauer: 46.356                                                         | | |       |
| Schiedsrichter: Glenn Nyberg ( Schweden)                                  | | |       |
| Spielbericht                                                              | | |       |

### Kroatien – Polen 1:0 (0:0)
| Kroatien                                              | Kroatien | Polen | Polen |
| ----------------------------------------------------- | --- | --- | ----- |
| Kroatien                                              | \| 2. Spieltag \| \| 8. September 2024 um 20:45 Uhr in Osijek (Opus Arena) \| \| Schiedsrichter: François Letexier ( Frankreich) \| \| Spielbericht \| | \| 2. Spieltag \| \| 8. September 2024 um 20:45 Uhr in Osijek (Opus Arena) \| \| Schiedsrichter: François Letexier ( Frankreich) \| \| Spielbericht \| | Polen |
| Kroatien                                              | Dominik Livaković – Joško Gvardiol, Duje Ćaleta-Car, Josip Šutalo – Borna Sosa (90.+2' Ivan Perišić), Mateo Kovačić (79. Mario Pašalić), Marko Pjaca, Bruno Petković (68. Andrej Kramarić), Luka Modrić , Petar Sučić (46. Luka Sučić) – Igor Matanović (68. Ante Budimir) Cheftrainer: Zlatko Dalić | Łukasz Skorupski – Nicola Zalewski, Paweł Dawidowicz, Jan Bednarek, Sebastian Walukiewicz, Jakub Kamiński (82. Przemysław Frankowski) – Sebastian Szymański (86. Jakub Piotrowski), Piotr Zieliński (62. Bartosz Slisz), Kacper Urbański (62. Jakub Moder) – Robert Lewandowski Mateusz Bogusz (62. Karol Świderski) Cheftrainer: Michał Probierz | Polen |
| Kroatien                                              | 1:0 Modrić (52.) | | Polen |
| Kroatien                                              | Kovačić (2.), Pjaca (14.), P. Sučić (40.), Petković (68.), Dalić (72.), Budimir (90.+1') | Bednarek (44.), Probierz (90.+4') | Polen |
| 2. Spieltag                                           | | |       |
| 8. September 2024 um 20:45 Uhr in Osijek (Opus Arena) | | |       |
| Schiedsrichter: François Letexier ( Frankreich)       | | |       |
| Spielbericht                                          | | |       |

### Portugal – Schottland 2:1 (0:1)
| Portugal                                                                     | Portugal | Schottland | Schottland |
| ---------------------------------------------------------------------------- | --- | --- | ---------- |
| Portugal                                                                     | \| 2. Spieltag \| \| 8. September 2024 um 19:45 Uhr (20:45 Uhr MESZ) in Lissabon (Estádio da Luz) \| \| Zuschauer: 59.894 \| \| Schiedsrichter: Maurizio Mariani ( Italien) \| \| Spielbericht \|                                                                                                 | \| 2. Spieltag \| \| 8. September 2024 um 19:45 Uhr (20:45 Uhr MESZ) in Lissabon (Estádio da Luz) \| \| Zuschauer: 59.894 \| \| Schiedsrichter: Maurizio Mariani ( Italien) \| \| Spielbericht \|                                                                      | Schottland |
| Portugal                                                                     | Diogo Costa – Nuno Mendes, Antonio Silva, Rúben Dias, Nélson Semedo (76. Diogo Dalot) – Bernardo Silva (68. João Neves), João Palhinha (46. Rúben Neves), Bruno Fernandes – Rafael Leão (68. João Félix), Diogo Jota, Pedro Neto (46. Cristiano Ronaldo) Cheftrainer: Roberto Martínez ( Spanien) | Angus Gunn – Andrew Robertson , Scott McKenna, Grant Hanley, Tony Ralston – Kenny McLean (74. Ryan Gauld), Billy Gilmour, Ryan Christie (87. Lewis Morgan), Scott McTominay, John McGinn (90.+1' Ben Doak) – Lyndon Dykes (74. Tommy Conway) Cheftrainer: Steve Clarke | Schottland |
| Portugal                                                                     | 1:1 Fernandes (54.) 2:1 Cristiano Ronaldo (88.) | 0:1 McTominay (7.) | Schottland |
| Portugal                                                                     | Semedo (66.), R. Neves (67.), Fernandes (80.) | Christie (39.), Robertson (51.), Ralston (85.) | Schottland |
| 2. Spieltag                                                                  | | |            |
| 8. September 2024 um 19:45 Uhr (20:45 Uhr MESZ) in Lissabon (Estádio da Luz) | | |            |
| Zuschauer: 59.894                                                            | | |            |
| Schiedsrichter: Maurizio Mariani ( Italien)                                  | | |            |
| Spielbericht                                                                 | | |            |

### Kroatien – Schottland 2:1 (1:1)
| Kroatien                                                   | Kroatien | Schottland | Schottland |
| ---------------------------------------------------------- | --- | --- | ---------- |
| Kroatien                                                   | \| 3. Spieltag \| \| 12. Oktober 2024 um 18:00 Uhr in Zagreb (Stadion Maksimir) \| \| Zuschauer: 21.702 \| \| Schiedsrichter: István Kovács ( Rumänien) \| \| Spielbericht \| | \| 3. Spieltag \| \| 12. Oktober 2024 um 18:00 Uhr in Zagreb (Stadion Maksimir) \| \| Zuschauer: 21.702 \| \| Schiedsrichter: István Kovács ( Rumänien) \| \| Spielbericht \|                                                | Schottland |
| Kroatien                                                   | Dominik Livaković – Joško Gvardiol, Duje Ćaleta-Car, Josip Šutalo – Borna Sosa, Mario Pašalić (46. Petar Sučić), Luka Modrić , Ivan Perišić (90.+1' Kristijan Jakić) – Andrej Kramarić (71. Bruno Petković), Igor Matanović (71. Ante Budimir), Luka Sučić (62. Martin Baturina) Cheftrainer: Zlatko Dalić | Craig Gordon – Andrew Robertson , Grant Hanley, John Souttar, Tony Ralston – Kenny McLean, Billy Gilmour, Ryan Christie, Scott McTominay, Ben Doak (77. Ryan Gauld) – Lyndon Dykes (77. Ché Adams) Cheftrainer: Steve Clarke | Schottland |
| Kroatien                                                   | 1:1 Matanović (36.) 2:1 Kramarić (70.) | 0:1 Christie (33.) | Schottland |
| Kroatien                                                   | Pašalić (19.), Perišić (39.) | Hanley (8.), Gilmour (90.+4') | Schottland |
| 3. Spieltag                                                | | |            |
| 12. Oktober 2024 um 18:00 Uhr in Zagreb (Stadion Maksimir) | | |            |
| Zuschauer: 21.702                                          | | |            |
| Schiedsrichter: István Kovács ( Rumänien)                  | | |            |
| Spielbericht                                               | | |            |

### Polen – Portugal 1:3 (0:2)
| Polen                                                       | Polen | Portugal | Portugal |
| ----------------------------------------------------------- | --- | --- | -------- |
| Polen                                                       | \| 3. Spieltag \| \| 12. Oktober 2024 um 20:45 Uhr in Warschau (Nationalstadion) \| \| Zuschauer: 56.854 \| \| Schiedsrichter: Serdar Gözübüyük ( Niederlande) \| \| Spielbericht \| | \| 3. Spieltag \| \| 12. Oktober 2024 um 20:45 Uhr in Warschau (Nationalstadion) \| \| Zuschauer: 56.854 \| \| Schiedsrichter: Serdar Gözübüyük ( Niederlande) \| \| Spielbericht \| | Portugal |
| Polen                                                       | Łukasz Skorupski – Paweł Dawidowicz, Jan Bednarek, Sebastian Walukiewicz (46. Jakub Kiwior) – Nicola Zalewski (76. Michael Ameyaw), Piotr Zieliński, Maxi Oyedele (66. Jakub Moder), Sebastian Szymański (84. Krzysztof Piątek), Przemysław Frankowski – Robert Lewandowski , Karol Świderski (76. Kacper Urbański) Cheftrainer: Michał Probierz | Diogo Costa – Nuno Mendes, Renato Veiga, Rúben Dias, Diogo Dalot – Bernardo Silva (90.+1' Samú Costa), Rúben Neves, Bruno Fernandes (90.+1' Otávio) – Rafael Leão (63. Francisco Trincão), Cristiano Ronaldo (63. Diogo Jota), Pedro Neto (82. Nélson Semedo) Cheftrainer: Roberto Martínez ( Spanien) | Portugal |
| Polen                                                       | 1:2 Zieliński (78.) | 0:1 Silva (26.) 0:2 Cristiano Ronaldo (37.) 1:3 Bednarek (88., Eigentor) | Portugal |
| Polen                                                       | Walukiewicz (45.+1'), Frankowski (51.), Piątek (88.), Skorupski (88.) | Neto (32.) | Portugal |
| 3. Spieltag                                                 | | |          |
| 12. Oktober 2024 um 20:45 Uhr in Warschau (Nationalstadion) | | |          |
| Zuschauer: 56.854                                           | | |          |
| Schiedsrichter: Serdar Gözübüyük ( Niederlande)             | | |          |
| Spielbericht                                                | | |          |

### Polen – Kroatien 3:3 (2:3)
| Polen                                                       | Polen | Kroatien | Kroatien |
| ----------------------------------------------------------- | --- | --- | -------- |
| Polen                                                       | \| 4. Spieltag \| \| 15. Oktober 2024 um 20:45 Uhr in Warschau (Nationalstadion) \| \| Zuschauer: 56.103 \| \| Schiedsrichter: Alejandro Hernández Hernández ( Spanien) \| \| Spielbericht \| | \| 4. Spieltag \| \| 15. Oktober 2024 um 20:45 Uhr in Warschau (Nationalstadion) \| \| Zuschauer: 56.103 \| \| Schiedsrichter: Alejandro Hernández Hernández ( Spanien) \| \| Spielbericht \|                                                                                     | Kroatien |
| Polen                                                       | Marcin Bułka – Jakub Kiwior, Jan Bednarek, Paweł Dawidowicz (38. Kamil Piątkowski) – Nicola Zalewski, Piotr Zieliński (74. Bartosz Kapustka), Jakub Moder (62. Maxi Oyedele), Sebastian Szymański, Jakub Kamiński (62. Michael Ameyaw) – Kacper Urbański, Karol Świderski (62. Robert Lewandowski) Cheftrainer: Michał Probierz | Dominik Livaković – Joško Gvardiol, Martin Erlić (81. Nediljko Labrović), Josip Šutalo – Borna Sosa, Petar Sučić, Luka Modrić , Ivan Perišić – Andrej Kramarić (69. Mario Pašalić), Igor Matanović (61. Ante Budimir), Martin Baturina (80. Luka Sučić) Cheftrainer: Zlatko Dalić | Kroatien |
| Polen                                                       | 1:0 Zieliński (5.) 2:3 Zalewski (45.) 3:3 Szymański (68.) | 1:1 Sosa (19.) 1:2 P. Sučić (24.) 1:3 Baturina (26.) | Kroatien |
| Polen                                                       | Zieliński (70.) | Gvardiol (33.), Baturina (78.), Budimir (90.+2') | Kroatien |
| Polen                                                       | Livaković (76.) | | Kroatien |
| 4. Spieltag                                                 | | |          |
| 15. Oktober 2024 um 20:45 Uhr in Warschau (Nationalstadion) | | |          |
| Zuschauer: 56.103                                           | | |          |
| Schiedsrichter: Alejandro Hernández Hernández ( Spanien)    | | |          |
| Spielbericht                                                | | |          |

### Schottland – Portugal 0:0
| Schottland                                                               | Schottland | Portugal | Portugal |
| ------------------------------------------------------------------------ | --- | --- | -------- |
| Schottland                                                               | \| 4. Spieltag \| \| 15. Oktober 2024 um 19:45 Uhr (20:45 Uhr MESZ) in Glasgow (Hampden Park) \| \| Zuschauer: 49.056 \| \| Schiedsrichter: Lawrence Visser ( Belgien) \| \| Spielbericht \|                                                                       | \| 4. Spieltag \| \| 15. Oktober 2024 um 19:45 Uhr (20:45 Uhr MESZ) in Glasgow (Hampden Park) \| \| Zuschauer: 49.056 \| \| Schiedsrichter: Lawrence Visser ( Belgien) \| \| Spielbericht \| | Portugal |
| Schottland                                                               | Craig Gordon – Andrew Robertson , Grant Hanley, John Souttar, Tony Ralston (88. Nicky Devlin) – Kenny McLean, Billy Gilmour, Ben Doak (67. Lewis Morgan), Scott McTominay, Ryan Christie (67. Ryan Gauld) – Ché Adams (83. Lyndon Dykes) Cheftrainer: Steve Clarke | Diogo Costa – Nuno Mendes, Antonio Silva, Rúben Dias, João Cancelo (88. Nélson Semedo) – Vitinha (88. João Félix), João Palhinha (61. Rúben Neves), Bruno Fernandes – Diogo Jota (61. Rafael Leão), Cristiano Ronaldo , Francisco Conceição (61. Bernardo Silva) Cheftrainer: Roberto Martínez ( Spanien) | Portugal |
| Schottland                                                               | McTominay (27.) | Jota (18.), Palhinha (50.), Dias (83.), Silva (90'+5') | Portugal |
| 4. Spieltag                                                              | | |          |
| 15. Oktober 2024 um 19:45 Uhr (20:45 Uhr MESZ) in Glasgow (Hampden Park) | | |          |
| Zuschauer: 49.056                                                        | | |          |
| Schiedsrichter: Lawrence Visser ( Belgien)                               | | |          |
| Spielbericht                                                             | | |          |

### Portugal – Polen 5:1 (0:0)
| Portugal                                                                     | Portugal | Polen | Polen |
| ---------------------------------------------------------------------------- | --- | --- | ----- |
| Portugal                                                                     | \| 5. Spieltag \| \| 15. November 2024 um 19:45 Uhr (20:45 Uhr MESZ) in Porto (Estádio do Dragão) \| \| Zuschauer: 47.239 \| \| Schiedsrichter: Donatas Rumšas ( Litauen) \| \| Spielbericht \| | \| 5. Spieltag \| \| 15. November 2024 um 19:45 Uhr (20:45 Uhr MESZ) in Porto (Estádio do Dragão) \| \| Zuschauer: 47.239 \| \| Schiedsrichter: Donatas Rumšas ( Litauen) \| \| Spielbericht \| | Polen |
| Portugal                                                                     | Diogo Costa – Nuno Mendes (88. Nuno Tavares), Renato Veiga, Antonio Silva, Diogo Dalot – Bruno Fernandes, João Neves (46. Vitinha), Bernardo Silva (76. Samú Costa) – Rafael Leão (83. João Félix), Cristiano Ronaldo , Pedro Neto (83. Francisco Trincão) Cheftrainer: Roberto Martínez ( Spanien) | Marcin Bułka – Jakub Kiwior, Jan Bednarek (46. Sebastian Walukiewicz), Kamil Piątkowski – Nicola Zalewski, Piotr Zieliński , Taras Romanczuk, Mateusz Bogusz (46. Dominik Marczuk), Bartosz Bereszyński (32. Jakub Kamiński) – Kacper Urbański (72. Adam Buksa), Krzysztof Piątek (80. Antoni Kozubal) Cheftrainer: Michał Probierz | Polen |
| Portugal                                                                     | 1:0 Leão (59.) 2:0 Cristiano Ronaldo (72., Foulelfmeter) 3:0 Fernandes (80.) 4:0 Neto (83.) 5:0 Cristiano Ronaldo (87.) | 5:1 Marczuk (88.) | Polen |
| Portugal                                                                     | Neves (25.), Fernandes (25.), Cristiano Ronaldo (45.+2'), Tavares (90.+1') | Bułka (56.) | Polen |
| 5. Spieltag                                                                  | | |       |
| 15. November 2024 um 19:45 Uhr (20:45 Uhr MESZ) in Porto (Estádio do Dragão) | | |       |
| Zuschauer: 47.239                                                            | | |       |
| Schiedsrichter: Donatas Rumšas ( Litauen)                                    | | |       |
| Spielbericht                                                                 | | |       |

### Schottland – Kroatien 1:0 (0:0)
| Schottland                                                                | Schottland | Kroatien | Kroatien |
| ------------------------------------------------------------------------- | --- | --- | -------- |
| Schottland                                                                | \| 5. Spieltag \| \| 15. November 2024 um 19:45 Uhr (20:45 Uhr MESZ) in Glasgow (Hampden Park) \| \| Zuschauer: 48.810 \| \| Schiedsrichter: Orel Grinfeld ( Israel) \| \| Spielbericht \| | \| 5. Spieltag \| \| 15. November 2024 um 19:45 Uhr (20:45 Uhr MESZ) in Glasgow (Hampden Park) \| \| Zuschauer: 48.810 \| \| Schiedsrichter: Orel Grinfeld ( Israel) \| \| Spielbericht \|                                                                                         | Kroatien |
| Schottland                                                                | Craig Gordon – Andrew Robertson , Grant Hanley (46. Scott McKenna), John Souttar, Tony Ralston – Kenny McLean (67. John McGinn), Billy Gilmour, Ryan Christie (66. Ryan Gauld), Scott McTominay, Ben Doak (90.+2' Stuart Armstrong) – Tommy Conway (67. Lyndon Dykes) Cheftrainer: Steve Clarke | Dominik Kotarski – Joško Gvardiol, Duje Ćaleta-Car, Josip Šutalo, Kristijan Jakić (82. Marko Pjaca) – Mateo Kovačić, Luka Modrić , Martin Baturina (75. Nikola Vlašić), Petar Sučić, Luka Sučić (65. Ivan Perišić) – Andrej Kramarić (65. Mario Pašalić) Cheftrainer: Zlatko Dalić | Kroatien |
| Schottland                                                                | 1:0 McGinn (86.) | | Kroatien |
| Schottland                                                                | P. Sučić (30.), Ćaleta-Car (41.), Kramarić (44.), Ladić (46.) | | Kroatien |
| Schottland                                                                | P. Sučić (44.) | | Kroatien |
| 5. Spieltag                                                               | | |          |
| 15. November 2024 um 19:45 Uhr (20:45 Uhr MESZ) in Glasgow (Hampden Park) | | |          |
| Zuschauer: 48.810                                                         | | |          |
| Schiedsrichter: Orel Grinfeld ( Israel)                                   | | |          |
| Spielbericht                                                              | | |          |

### Kroatien – Portugal 1:1 (0:1)
| Kroatien                                                 | Kroatien | Portugal | Portugal |
| -------------------------------------------------------- | --- | --- | -------- |
| Kroatien                                                 | \| 6. Spieltag \| \| 18. November 2024 um 20:45 Uhr in Split (Stadion Poljud) \| \| Zuschauer: 33.386 \| \| Schiedsrichter: Davide Massa ( Italien) \| \| Spielbericht \| | \| 6. Spieltag \| \| 18. November 2024 um 20:45 Uhr in Split (Stadion Poljud) \| \| Zuschauer: 33.386 \| \| Schiedsrichter: Davide Massa ( Italien) \| \| Spielbericht \|                                                                                       | Portugal |
| Kroatien                                                 | Dominik Kotarski – Joško Gvardiol, Duje Ćaleta-Car, Josip Šutalo – Borna Sosa (46. Kristijan Jakić), Mateo Kovačić (46. Mario Pašalić), Luka Modrić (78. Nikola Moro), Ivan Perišić (58. Luka Sučić) – Martin Baturina, Igor Matanović (63. Ante Budimir), Andrej Kramarić Cheftrainer: Zlatko Dalić | José Sá – Renato Veiga, Tomás Araújo (63. Tiago Djaló), Nélson Semedo – Nuno Mendes (80. Diogo Dalot), Vitinha, João Neves, Otavio (71. Francisco Conceição), João Cancelo – Rafael Leão (71. Fábio Silva), João Félix Cheftrainer: Roberto Martínez ( Spanien) | Portugal |
| Kroatien                                                 | 1:1 Gvardiol (65.) | 0:1 Félix (33.) | Portugal |
| Kroatien                                                 | Veiga (90.), Silva (90.+5') | | Portugal |
| 6. Spieltag                                              | | |          |
| 18. November 2024 um 20:45 Uhr in Split (Stadion Poljud) | | |          |
| Zuschauer: 33.386                                        | | |          |
| Schiedsrichter: Davide Massa ( Italien)                  | | |          |
| Spielbericht                                             | | |          |

### Polen – Schottland 1:2 (0:1)
| Polen                                                        | Polen | Schottland | Schottland |
| ------------------------------------------------------------ | --- | --- | ---------- |
| Polen                                                        | \| 6. Spieltag \| \| 18. November 2024 um 20:45 Uhr in Warschau (Nationalstadion) \| \| Zuschauer: 56.218 \| \| Schiedsrichter: Christian Dingert ( Deutschland) \| \| Spielbericht \| | \| 6. Spieltag \| \| 18. November 2024 um 20:45 Uhr in Warschau (Nationalstadion) \| \| Zuschauer: 56.218 \| \| Schiedsrichter: Christian Dingert ( Deutschland) \| \| Spielbericht \| | Schottland |
| Polen                                                        | Łukasz Skorupski – Jakub Kiwior, Sebastian Walukiewicz, Kamil Piątkowski – Nicola Zalewski, Piotr Zieliński , Jakub Moder (46. Bartosz Slisz), Sebastian Szymański, Jakub Kamiński (63. Tymoteusz Puchacz) – Karol Świderski (75. Kacper Urbański), Adam Buksa Cheftrainer: Michał Probierz | Craig Gordon – Andrew Robertson , Grant Hanley, John Souttar, Tony Ralston (76. Nicky Devlin) – Kenny McLean, Billy Gilmour (87. Stuart Armstrong), John McGinn, Scott McTominay (76. Ryan Gauld), Ben Doak (66. Ryan Christie) – Lyndon Dykes (66. Lawrence Shankland) Cheftrainer: Steve Clarke | Schottland |
| Polen                                                        | 1:1 Piątkowski (59.) | 0:1 McGinn (3.) 1:2 Robertson (90.+3') | Schottland |
| Polen                                                        | Zieliński (79.), Buksa (90.+3') | McLean (31.), Christie (70.), McGinn (90.+5') | Schottland |
| 6. Spieltag                                                  | | |            |
| 18. November 2024 um 20:45 Uhr in Warschau (Nationalstadion) | | |            |
| Zuschauer: 56.218                                            | | |            |
| Schiedsrichter: Christian Dingert ( Deutschland)             | | |            |
| Spielbericht                                                 | | |            |

## Gruppe 2
| Pl. | Land       | Sp. | S | U | N | Tore    | Diff. | Punkte |
| --- | ---------- | --- | - | - | - | ------- | ----- | ------ |
| 1.  | Frankreich | 6   | 4 | 1 | 1 | 012:600 | +6    | 13     |
| 2.  | Italien    | 6   | 4 | 1 | 1 | 013:800 | +5    | 13     |
| 3.  | Belgien    | 6   | 1 | 1 | 4 | 006:900 | −3    | 04     |
| 4.  | Israel     | 6   | 1 | 1 | 4 | 005:130 | −8    | 04     |

### Belgien – Israel 3:1 (1:1)
| Belgien                                                        | Belgien | Israel | Israel |
| -------------------------------------------------------------- | --- | --- | ------ |
| Belgien                                                        | \| 1. Spieltag \| \| 6. September 2024 um 20:45 Uhr in Debrecen (Nagyerdei-Stadion) \| \| Zuschauer: 0 \| \| Schiedsrichter: Michael Oliver ( England) \| \| Spielbericht \| | \| 1. Spieltag \| \| 6. September 2024 um 20:45 Uhr in Debrecen (Nagyerdei-Stadion) \| \| Zuschauer: 0 \| \| Schiedsrichter: Michael Oliver ( England) \| \| Spielbericht \| | Israel |
| Belgien                                                        | Koen Casteels – Timothy Castagne, Wout Faes, Arthur Theate, Maxim De Cuyper (64. Zeno Debast) – Youri Tielemans (73. Arne Engels), Amadou Onana, Jérémy Doku (73. Julien Duranville), Kevin De Bruyne , Dodi Lukébakio (81. Johan Bakayoko) – Loïs Openda (64. Charles De Ketelaere) Cheftrainer: Domenico Tedesco ( Italien) | Yoav Gerafi – Omri Gandelman (64. Roy Revivo), Raz Shlomo, Idan Nachmias – Denny Gropper (64. Dean David), Mohammad Abu Fani (68. Mahmoud Jaber), Neta Lavi, Sagiv Yehezkel, Manor Solomon (80. Dan Biton), Oscar Gloukh (64. Dor Peretz) – Anan Khalaili Cheftrainer: Ran Ben Shimon | Israel |
| Belgien                                                        | 1:0 De Bruyne (21.) 2:1 Tielemans (48.) 3:1 De Bruyne (52., Foulelfmeter) | 1:1 Castagne (36., Eigentor) | Israel |
| Belgien                                                        | De Bruyne (77.) | Abu Fani (33.) | Israel |
| Belgien                                                        | Gerafi hält Foulelfmeter von Openda (56.) | | Israel |
| 1. Spieltag                                                    | | |        |
| 6. September 2024 um 20:45 Uhr in Debrecen (Nagyerdei-Stadion) | | |        |
| Zuschauer: 0                                                   | | |        |
| Schiedsrichter: Michael Oliver ( England)                      | | |        |
| Spielbericht                                                   | | |        |

### Frankreich – Italien 1:3 (1:1)
| Frankreich                                                 | Frankreich | Italien | Italien |
| ---------------------------------------------------------- | --- | --- | ------- |
| Frankreich                                                 | \| 1. Spieltag \| \| 6. September 2024 um 20:45 Uhr in Paris (Parc des Princes) \| \| Zuschauer: 44.956 \| \| Schiedsrichter: Sandro Schärer ( Schweiz) \| \| Spielbericht \| | \| 1. Spieltag \| \| 6. September 2024 um 20:45 Uhr in Paris (Parc des Princes) \| \| Zuschauer: 44.956 \| \| Schiedsrichter: Sandro Schärer ( Schweiz) \| \| Spielbericht \| | Italien |
| Frankreich                                                 | Mike Maignan – Théo Hernández, William Saliba, Ibrahima Konaté, Jonathan Clauss (77. Jules Koundé) – N’Golo Kanté (77. Warren Zaïre-Emery), Wesley Fofana (58. Manu Koné), Bradley Barcola, Michael Olise (58. Ousmane Dembélé), Antoine Griezmann (77. Marcus Thuram) – Kylian Mbappé Cheftrainer: Didier Deschamps | Gianluigi Donnarumma – Riccardo Calafiori (71. Alessandro Buongiorno), Alessandro Bastoni, Giovanni Di Lorenzo – Federico Dimarco (81. Marco Brescianini), Sandro Tonali, Samuele Ricci, Davide Frattesi (61. Destiny Udogie), Andrea Cambiaso, Lorenzo Pellegrini (46. Giacomo Raspadori) – Mateo Retegui (81. Moise Kean) Cheftrainer: Luciano Spalletti | Italien |
| Frankreich                                                 | 1:0 Barcola (1.) | 1:1 Dimarco (30.) 1:2 Frattesi (51.) 1:3 Raspadori (74.) | Italien |
| Frankreich                                                 | Koné (60.) | Retegui (49.) | Italien |
| 1. Spieltag                                                | | |         |
| 6. September 2024 um 20:45 Uhr in Paris (Parc des Princes) | | |         |
| Zuschauer: 44.956                                          | | |         |
| Schiedsrichter: Sandro Schärer ( Schweiz)                  | | |         |
| Spielbericht                                               | | |         |

### Frankreich – Belgien 2:0 (1:0)
| Frankreich                                                            | Frankreich | Belgien | Belgien |
| --------------------------------------------------------------------- | --- | --- | ------- |
| Frankreich                                                            | \| 2. Spieltag \| \| 9. September 2024 um 20:45 Uhr in Décines-Charpieu (Groupama Stadium) \| \| Zuschauer: 42.358 \| \| Schiedsrichter: Tobias Stieler ( Deutschland) \| \| Spielbericht \| | \| 2. Spieltag \| \| 9. September 2024 um 20:45 Uhr in Décines-Charpieu (Groupama Stadium) \| \| Zuschauer: 42.358 \| \| Schiedsrichter: Tobias Stieler ( Deutschland) \| \| Spielbericht \| | Belgien |
| Frankreich                                                            | Mike Maignan – Lucas Digne, Dayot Upamecano, William Saliba, Jules Koundé – Mattéo Guendouzi (79. Antoine Griezmann), Manu Koné, N’Golo Kanté (90.+3' Youssouf Fofana) – Randal Kolo Muani (67. Kylian Mbappé), Marcus Thuram (67. Bradley Barcola), Ousmane Dembélé (79. Michael Olise) Cheftrainer: Didier Deschamps | Koen Casteels – Timothy Castagne (82. Thomas Meunier), Arthur Theate, Zeno Debast, Wout Faes – Dodi Lukébakio (60. Johan Bakayoko), Amadou Onana, Youri Tielemans (60. Orel Mangala), Jérémy Doku (82. Julien Duranville), Kevin De Bruyne – Loïs Openda (69. Charles De Ketelaere) Cheftrainer: Domenico Tedesco ( Italien) | Belgien |
| Frankreich                                                            | 1:0 Kolo Muani (29.) 2:0 Dembélé (57.) | | Belgien |
| Frankreich                                                            | Koné (4.), Digne (7.) | Openda (7.), Tielemans (37.) | Belgien |
| 2. Spieltag                                                           | | |         |
| 9. September 2024 um 20:45 Uhr in Décines-Charpieu (Groupama Stadium) | | |         |
| Zuschauer: 42.358                                                     | | |         |
| Schiedsrichter: Tobias Stieler ( Deutschland)                         | | |         |
| Spielbericht                                                          | | |         |

### Israel – Italien 1:2 (0:1)
| Israel                                                    | Israel | Italien | Italien |
| --------------------------------------------------------- | --- | --- | ------- |
| Israel                                                    | \| 2. Spieltag \| \| 9. September 2024 um 20:45 Uhr in Budapest (Bozsik Aréna) \| \| Zuschauer: 2.090 \| \| Schiedsrichter: Ivan Kružliak ( Slowakei) \| \| Spielbericht \| | \| 2. Spieltag \| \| 9. September 2024 um 20:45 Uhr in Budapest (Bozsik Aréna) \| \| Zuschauer: 2.090 \| \| Schiedsrichter: Ivan Kružliak ( Slowakei) \| \| Spielbericht \| | Italien |
| Israel                                                    | Yoav Gerafi – Roy Revivo, Raz Shlomo, Idan Nachmias, Sagiv Yehezkel – Gabi Kanichowsky (67. Mohammad Abu Fani), Liel Abada (78. Dean David), Manor Solomon, Dor Peretz (67. Ramzi Safouri), Neta Lavi (46. Mahmoud Jaber) – Anan Khalaili (46. Oscar Gloukh) Cheftrainer: Ran Ben Shimon | Gianluigi Donnarumma – Alessandro Bastoni, Alessandro Buongiorno, Federico Gatti – Federico Dimarco (70. Destiny Udogie), Sandro Tonali, Samuele Ricci (86. Mattia Zaccagni), Davide Frattesi, Raoul Bellanova (64. Andrea Cambiaso), Giacomo Raspadori (64. Marco Brescianini) – Moise Kean (86. Mateo Retegui) Cheftrainer: Luciano Spalletti | Italien |
| Israel                                                    | 1:2 Abu Fani (90.) | 0:1 Frattesi (38.) 0:2 Kean (62.) | Italien |
| Israel                                                    | Ben Shimon (88.), Yehezkel (90.+2'), Jaber (90.+4') | Gatti (73.) | Italien |
| 2. Spieltag                                               | | |         |
| 9. September 2024 um 20:45 Uhr in Budapest (Bozsik Aréna) | | |         |
| Zuschauer: 2.090                                          | | |         |
| Schiedsrichter: Ivan Kružliak ( Slowakei)                 | | |         |
| Spielbericht                                              | | |         |

### Israel – Frankreich 1:4 (1:2)
| Israel                                                   | Israel | Frankreich | Frankreich |
| -------------------------------------------------------- | --- | --- | ---------- |
| Israel                                                   | \| 3. Spieltag \| \| 10. Oktober 2024 um 20:45 Uhr in Budapest (Bozsik Aréna) \| \| Zuschauer: 2.226 \| \| Schiedsrichter: Nikola Dabanović ( Montenegro) \| \| Spielbericht \| | \| 3. Spieltag \| \| 10. Oktober 2024 um 20:45 Uhr in Budapest (Bozsik Aréna) \| \| Zuschauer: 2.226 \| \| Schiedsrichter: Nikola Dabanović ( Montenegro) \| \| Spielbericht \| | Frankreich |
| Israel                                                   | Omri Glazer – Ilay Feingold, Matan Baltaxa, Idan Nachmias – Oscar Gloukh, Dolev Haziza (76. Dan Biton), Omri Gandelman (62. Dor Peretz), Mohammad Abu Fani (67. Ethane Azoulay), Liel Abada – Mahmoud Jaber (76. Denny Gropper), Tai Baribo (62. Anan Khalaili) Cheftrainer: Ran Ben Shimon | Mike Maignan – Théo Hernández (90. Lucas Digne), William Saliba, Ibrahima Konaté, Jules Koundé – Eduardo Camavinga (70. Youssouf Fofana), Aurélien Tchouaméni (90. Warren Zaïre-Emery), Ousmane Dembélé, Michael Olise (70. Bradley Barcola), Christopher Nkunku (77. Mattéo Guendouzi) – Randal Kolo Muani Cheftrainer: Didier Deschamps | Frankreich |
| Israel                                                   | 1:1 Gandelman (24.) | 0:1 Camavinga (7.) 1:2 Nkunku (28.) 1:3 Guendouzi (87.) 1:4 Barcola (89.) | Frankreich |
| Israel                                                   | Camavinga (18.) | | Frankreich |
| 3. Spieltag                                              | | |            |
| 10. Oktober 2024 um 20:45 Uhr in Budapest (Bozsik Aréna) | | |            |
| Zuschauer: 2.226                                         | | |            |
| Schiedsrichter: Nikola Dabanović ( Montenegro)           | | |            |
| Spielbericht                                             | | |            |

### Italien – Belgien 2:2 (2:1)
| Italien                                               | Italien | Belgien | Belgien |
| ----------------------------------------------------- | --- | --- | ------- |
| Italien                                               | \| 3. Spieltag \| \| 10. Oktober 2024 um 20:45 Uhr in Rom (Olympiastadion) \| \| Zuschauer: 44.297 \| \| Schiedsrichter: Espen Eskås ( Norwegen) \| \| Spielbericht \| | \| 3. Spieltag \| \| 10. Oktober 2024 um 20:45 Uhr in Rom (Olympiastadion) \| \| Zuschauer: 44.297 \| \| Schiedsrichter: Espen Eskås ( Norwegen) \| \| Spielbericht \| | Belgien |
| Italien                                               | Gianluigi Donnarumma – Riccardo Calafiori, Alessandro Bastoni, Giovanni Di Lorenzo – Federico Dimarco (70. Destiny Udogie), Sandro Tonali (80. Niccolò Pisilli), Samuele Ricci (70. Nicolò Fagioli), Davide Frattesi (90. Raoul Bellanova), Andrea Cambiaso, Lorenzo Pellegrini – Mateo Retegui (80. Giacomo Raspadori) Cheftrainer: Luciano Spalletti | Koen Casteels – Maxim De Cuyper, Arthur Theate (68. Aster Vranckx), Wout Faes, Zeno Debast – Orel Mangala (68. Timothy Castagne), Youri Tielemans , Jérémy Doku (87. Malick Fofana), Leandro Trossard, Charles De Ketelaere (68. Dodi Lukébakio) – Loïs Openda (87. Cyril Ngonge) Cheftrainer: Domenico Tedesco ( Italien) | Belgien |
| Italien                                               | 1:0 Cambiaso (1.) 2:0 Retegui (24.) | 2:1 De Cuyper (42.) 2:2 Trossard (61.) | Belgien |
| Italien                                               | Baldini (89.), Donnarumma (90.), Pisilli (90.+6') | Trossard (65.) | Belgien |
| Italien                                               | Pellegrini (38.) | | Belgien |
| 3. Spieltag                                           | | |         |
| 10. Oktober 2024 um 20:45 Uhr in Rom (Olympiastadion) | | |         |
| Zuschauer: 44.297                                     | | |         |
| Schiedsrichter: Espen Eskås ( Norwegen)               | | |         |
| Spielbericht                                          | | |         |

### Belgien – Frankreich 1:2 (1:1)
| Belgien                                                           | Belgien | Frankreich | Frankreich |
| ----------------------------------------------------------------- | --- | --- | ---------- |
| Belgien                                                           | \| 4. Spieltag \| \| 14. Oktober 2024 um 20:45 Uhr in Brüssel (König-Baudouin-Stadion) \| \| Zuschauer: 39.731 \| \| Schiedsrichter: Irfan Peljto \| \| Spielbericht \| | \| 4. Spieltag \| \| 14. Oktober 2024 um 20:45 Uhr in Brüssel (König-Baudouin-Stadion) \| \| Zuschauer: 39.731 \| \| Schiedsrichter: Irfan Peljto \| \| Spielbericht \| | Frankreich |
| Belgien                                                           | Koen Casteels – Timothy Castagne (67. Maxim De Cuyper), Arthur Theate, Wout Faes, Zeno Debast – Youri Tielemans (81. Arne Engels), Orel Mangala (67. Aster Vranckx), Charles De Ketelaere (81. Dodi Lukébakio) – Leandro Trossard, Loïs Openda, Jérémy Doku Cheftrainer: Domenico Tedesco ( Italien) | Mike Maignan – Lucas Digne, Ibrahima Konaté, William Saliba, Jules Koundé – Mattéo Guendouzi (73. Eduardo Camavinga), Manu Koné, Aurélien Tchouaméni – Bradley Barcola (73. Christopher Nkunku), Randal Kolo Muani (90.+3' Marcus Thuram), Ousmane Dembélé (79. Youssouf Fofana) Cheftrainer: Didier Deschamps | Frankreich |
| Belgien                                                           | 1:1 Openda (45.+3') | 0:1 Kolo Muani (35., Foulelfmeter) 1:2 Kolo Muani (62.) | Frankreich |
| Belgien                                                           | Mangala (29.), Faes (53.), De Ketelaere (56.) | Digne (7.), Saliba (22.), Tchouaméni (24.), Konaté (45.), Maignan (79.) | Frankreich |
| Belgien                                                           | Tchouaméni (76.) | | Frankreich |
| Belgien                                                           | Tielemans verschießt Foulelfmeter (23.) | | Frankreich |
| 4. Spieltag                                                       | | |            |
| 14. Oktober 2024 um 20:45 Uhr in Brüssel (König-Baudouin-Stadion) | | |            |
| Zuschauer: 39.731                                                 | | |            |
| Schiedsrichter: Irfan Peljto                                      | | |            |
| Spielbericht                                                      | | |            |

### Italien – Israel 4:1 (1:0)
| Italien                                                | Italien | Israel | Israel |
| ------------------------------------------------------ | --- | --- | ------ |
| Italien                                                | \| 4. Spieltag \| \| 14. Oktober 2024 um 20:45 Uhr in Udine (Stadio Friuli) \| \| Zuschauer: 11.700 \| \| Schiedsrichter: Ricardo de Burgos Bengoetxea \| \| Spielbericht \| | \| 4. Spieltag \| \| 14. Oktober 2024 um 20:45 Uhr in Udine (Stadio Friuli) \| \| Zuschauer: 11.700 \| \| Schiedsrichter: Ricardo de Burgos Bengoetxea \| \| Spielbericht \| | Israel |
| Italien                                                | Guglielmo Vicario – Riccardo Calafiori, Alessandro Bastoni, Giovanni Di Lorenzo – Federico Dimarco (73. Destiny Udogie), Sandro Tonali, Nicolò Fagioli (46. Samuele Ricci), Davide Frattesi (86. Alessandro Buongiorno), Andrea Cambiaso, Giacomo Raspadori (73. Daniel Maldini) – Mateo Retegui (84. Lorenzo Lucca) Cheftrainer: Luciano Spalletti | Omri Glazer – Matan Baltaxa, Idan Nachmias, Ilay Feingold – Dolev Haziza (64. Denny Gropper), Gavriel Kanichowsky (46. Mahmoud Jaber), Mohammad Abu Fani, Liel Abada (75. Tai Baribo), Oscar Gloukh, Dor Peretz (80. Ramzi Safouri) – Elad Madmon (64. Anan Khalaili) Cheftrainer: Ran Ben Shimon | Israel |
| Italien                                                | 1:0 Retegui (41., Foulelfmeter) 2:0 Di Lorenzo (54.) 3:1 Frattesi (72.) 4:1 Di Lorenzo (79.) | 2:1 Abu Fani (66.) | Israel |
| Italien                                                | Cambiaso (66.) | | Israel |
| 4. Spieltag                                            | | |        |
| 14. Oktober 2024 um 20:45 Uhr in Udine (Stadio Friuli) | | |        |
| Zuschauer: 11.700                                      | | |        |
| Schiedsrichter: Ricardo de Burgos Bengoetxea           | | |        |
| Spielbericht                                           | | |        |

### Belgien – Italien 0:1 (0:1)
| Belgien                                                            | Belgien | Italien | Italien |
| ------------------------------------------------------------------ | --- | --- | ------- |
| Belgien                                                            | \| 5. Spieltag \| \| 14. November 2024 um 20:45 Uhr in Brüssel (König-Baudouin-Stadion) \| \| Zuschauer: 41.367 \| \| Schiedsrichter: Radu Petrescu ( Rumänien) \| \| Spielbericht \| | \| 5. Spieltag \| \| 14. November 2024 um 20:45 Uhr in Brüssel (König-Baudouin-Stadion) \| \| Zuschauer: 41.367 \| \| Schiedsrichter: Radu Petrescu ( Rumänien) \| \| Spielbericht \| | Italien |
| Belgien                                                            | Koen Casteels – Arthur Theate (71. Ameen al-Dakhil), Wout Faes, Zeno Debast, Timothy Castagne (87. Johan Bakayoko) – Amadou Onana, Arne Engels (71. Arthur Vermeeren), Maxim De Cuyper (79. Dodi Lukébakio), Loïs Openda, Leandro Trossard – Romelu Lukaku Cheftrainer: Domenico Tedesco ( Italien) | Gianluigi Donnarumma – Alessandro Bastoni, Alessandro Buongiorno, Giovanni Di Lorenzo – Federico Dimarco (68. Destiny Udogie), Sandro Tonali, Nicolò Rovella (79. Manuel Locatelli), Davide Frattesi, Andrea Cambiaso (82. Federico Gatti), Nicolò Barella (79. Giacomo Raspadori) – Mateo Retegui (68. Moise Kean) Cheftrainer: Luciano Spalletti | Italien |
| Belgien                                                            | 0:1 Tonali (11.) | | Italien |
| Belgien                                                            | Castagne (28.), Onana (67.), Al-Dakhil (77.) | Bastoni (45.+2'), Kean (90.+1') | Italien |
| 5. Spieltag                                                        | | |         |
| 14. November 2024 um 20:45 Uhr in Brüssel (König-Baudouin-Stadion) | | |         |
| Zuschauer: 41.367                                                  | | |         |
| Schiedsrichter: Radu Petrescu ( Rumänien)                          | | |         |
| Spielbericht                                                       | | |         |

### Frankreich – Israel 0:0
| Frankreich                                                      | Frankreich | Israel | Israel |
| --------------------------------------------------------------- | --- | --- | ------ |
| Frankreich                                                      | \| 5. Spieltag \| \| 14. November 2024 um 20:45 Uhr in Saint-Denis (Stade de France) \| \| Zuschauer: 16.611 \| \| Schiedsrichter: Tobias Stieler ( Deutschland) \| \| Spielbericht \| | \| 5. Spieltag \| \| 14. November 2024 um 20:45 Uhr in Saint-Denis (Stade de France) \| \| Zuschauer: 16.611 \| \| Schiedsrichter: Tobias Stieler ( Deutschland) \| \| Spielbericht \|                                                                                                  | Israel |
| Frankreich                                                      | Mike Maignan – Théo Hernández, Dayot Upamecano, Ibrahima Konaté, Jules Koundé – Eduardo Camavinga (71. Adrien Rabiot), N’Golo Kanté , Warren Zaïre-Emery (78. Marcus Thuram) – Bradley Barcola (71. Christopher Nkunku), Randal Kolo Muani, Michael Olise (70. Kingsley Coman) Cheftrainer: Didier Deschamps | Daniel Peretz – Idan Nachmias, Sean Goldberg, Raz Shlomo – Sagiv Yehezkel (84. Anan Khalaili), Mahmoud Jaber, Mohammad Abu Fani, Liel Abada (80. Dolev Haziza), Manor Solomon (72. Dia Saba) – Dor Turgeman (75. Dean David), Oscar Gloukh (84. Dor Peretz) Cheftrainer: Ran Ben Shimon | Israel |
| Frankreich                                                      | Camavinga (35.) | Yehezkel (49.), Nachmias (70.) | Israel |
| 5. Spieltag                                                     | | |        |
| 14. November 2024 um 20:45 Uhr in Saint-Denis (Stade de France) | | |        |
| Zuschauer: 16.611                                               | | |        |
| Schiedsrichter: Tobias Stieler ( Deutschland)                   | | |        |
| Spielbericht                                                    | | |        |

### Israel – Belgien 1:0 (0:0)
| Israel                                                    | Israel | Belgien | Belgien |
| --------------------------------------------------------- | --- | --- | ------- |
| Israel                                                    | \| 6. Spieltag \| \| 17. November 2024 um 20:45 Uhr in Budapest (Bozsik Aréna) \| \| Zuschauer: 675 \| \| Schiedsrichter: Sebastian Gishamer ( Australien) \| \| Spielbericht \| | \| 6. Spieltag \| \| 17. November 2024 um 20:45 Uhr in Budapest (Bozsik Aréna) \| \| Zuschauer: 675 \| \| Schiedsrichter: Sebastian Gishamer ( Australien) \| \| Spielbericht \| | Belgien |
| Israel                                                    | Daniel Peretz – Raz Shlomo, Sean Goldberg, Idan Nachmias, Eli Dasa (73. Dolev Haziza) – Dor Peretz (73. Yarden Shua), Oscar Gloukh (87. Ethane Azoulay), Mohammad Abu Fani (60. Omri Gandelman), Mahmoud Jaber, Manor Solomon – Dean David (60. Dia Saba) Cheftrainer: Ran Ben Shimon | Koen Casteels – Timothy Castagne , Zeno Debast, Wout Faes, Ameen al-Dakhil (90.+3' Killian Sardella) – Arthur Vermeeren (67. Albert Sambi Lokonga), Orel Mangala, Arne Engels (90.+3' Norman Bassette), Leandro Trossard (37. Johan Bakayoko), Dodi Lukébakio – Loïs Openda Cheftrainer: Domenico Tedesco ( Italien) | Belgien |
| Israel                                                    | 1:0 Shua (86.) | | Belgien |
| Israel                                                    | Ben Shimon (31.), Shlomo (76.), Jaber (90.+3') | Castagne (31.), Openda (73.), Bakayoko (84.) | Belgien |
| 6. Spieltag                                               | | |         |
| 17. November 2024 um 20:45 Uhr in Budapest (Bozsik Aréna) | | |         |
| Zuschauer: 675                                            | | |         |
| Schiedsrichter: Sebastian Gishamer ( Australien)          | | |         |
| Spielbericht                                              | | |         |

### Italien – Frankreich 1:3 (1:2)
| Italien                                                             | Italien | Frankreich | Frankreich |
| ------------------------------------------------------------------- | --- | --- | ---------- |
| Italien                                                             | \| 6. Spieltag \| \| 17. November 2024 um 20:45 Uhr in Mailand (Giuseppe-Meazza-Stadion) \| \| Zuschauer: 68.158 \| \| Schiedsrichter: Slavko Vinčić ( Slowenien) \| \| Spielbericht \| | \| 6. Spieltag \| \| 17. November 2024 um 20:45 Uhr in Mailand (Giuseppe-Meazza-Stadion) \| \| Zuschauer: 68.158 \| \| Schiedsrichter: Slavko Vinčić ( Slowenien) \| \| Spielbericht \|                                                                  | Frankreich |
| Italien                                                             | Guglielmo Vicario – Alessandro Bastoni, Alessandro Buongiorno, Giovanni Di Lorenzo – Federico Dimarco (83. Destiny Udogie), Sandro Tonali, Manuel Locatelli (67. Nicolò Rovella), Davide Frattesi (67. Giacomo Raspadori), Andrea Cambiaso (78. Daniel Maldini), Nicolò Barella – Mateo Retegui (67. Moise Kean) Cheftrainer: Luciano Spalletti | Mike Maignan – Lucas Digne, William Saliba, Ibrahima Konaté , Jules Koundé (82. Benjamin Pavard) – Adrien Rabiot, Manu Koné, Mattéo Guendouzi, Christopher Nkunku – Randal Kolo Muani, Marcus Thuram (78. Bradley Barcola) Cheftrainer: Didier Deschamps | Frankreich |
| Italien                                                             | 1:2 Cambiaso (35.) | 0:1 Rabiot (2.) 0:2 Vicario (33., Eigentor) 1:3 Rabiot (65.) | Frankreich |
| Italien                                                             | Frattesi (31.) | Kolo Muani (44.), Guendouzi (90.+3') | Frankreich |
| 6. Spieltag                                                         | | |            |
| 17. November 2024 um 20:45 Uhr in Mailand (Giuseppe-Meazza-Stadion) | | |            |
| Zuschauer: 68.158                                                   | | |            |
| Schiedsrichter: Slavko Vinčić ( Slowenien)                          | | |            |
| Spielbericht                                                        | | |            |

## Gruppe 3
| Pl. | Land                    | Sp. | S | U | N | Tore    | Diff. | Punkte |
| --- | ----------------------- | --- | - | - | - | ------- | ----- | ------ |
| 1.  | Deutschland             | 6   | 4 | 2 | 0 | 018:400 | +14   | 14     |
| 2.  | Niederlande             | 6   | 2 | 3 | 1 | 013:700 | +6    | 09     |
| 3.  | Ungarn                  | 6   | 1 | 3 | 2 | 004:110 | −7    | 06     |
| 4.  | Bosnien und Herzegowina | 6   | 0 | 2 | 4 | 004:170 | −13   | 02     |

### Deutschland – Ungarn 5:0 (1:0)
| Deutschland                                                       | Deutschland | Ungarn | Ungarn |
| ----------------------------------------------------------------- | --- | --- | ------ |
| Deutschland                                                       | \| 1. Spieltag \| \| 7. September 2024 um 20:45 Uhr in Düsseldorf (Merkur Spiel-Arena) \| \| Zuschauer: 49.235 \| \| Schiedsrichter: Clément Turpin ( Frankreich) \| \| Spielbericht \| | \| 1. Spieltag \| \| 7. September 2024 um 20:45 Uhr in Düsseldorf (Merkur Spiel-Arena) \| \| Zuschauer: 49.235 \| \| Schiedsrichter: Clément Turpin ( Frankreich) \| \| Spielbericht \| | Ungarn |
| Deutschland                                                       | Marc-André ter Stegen – David Raum (69. Benjamin Henrichs), Nico Schlotterbeck (69. Robin Koch), Jonathan Tah, Joshua Kimmich – Pascal Groß (60. Aleksandar Pavlović), Robert Andrich (82. Angelo Stiller), Jamal Musiala, Kai Havertz, Florian Wirtz – Niclas Füllkrug (60. Maximilian Beier) Cheftrainer: Julian Nagelsmann | Péter Gulácsi – Márton Dárdai, Willi Orban, Botond Balogh – Milos Kerkez (66. Zsolt Nagy), Ádám Nagy (82. Tamás Nikitscher), András Schäfer, Loïc Négo (46. Bendegúz Bolla) – Roland Sallai (75. Kevin Csoboth), Barnabás Varga (66. Martin Ádám), Dominik Szoboszlai Cheftrainer: Marco Rossi ( Italien) | Ungarn |
| Deutschland                                                       | 1:0 Füllkrug (27.) 2:0 Musiala (58.) 3:0 Wirtz (66.) 4:0 Pavlović (77.) 5:0 Havertz (81., Foulelfmeter) | | Ungarn |
| Deutschland                                                       | Négo (9.) | | Ungarn |
| 1. Spieltag                                                       | | |        |
| 7. September 2024 um 20:45 Uhr in Düsseldorf (Merkur Spiel-Arena) | | |        |
| Zuschauer: 49.235                                                 | | |        |
| Schiedsrichter: Clément Turpin ( Frankreich)                      | | |        |
| Spielbericht                                                      | | |        |

### Niederlande – Bosnien und Herzegowina 5:2 (2:1)
| Niederlande                                                   | Niederlande | Bosnien und Herzegowina | Bosnien und Herzegowina |
| ------------------------------------------------------------- | --- | --- | ----------------------- |
| Niederlande                                                   | \| 1. Spieltag \| \| 7. September 2024 um 20:45 Uhr in Eindhoven (Philips Stadion) \| \| Zuschauer: 31.139 \| \| Schiedsrichter: Donatas Rumšas ( Litauen) \| \| Spielbericht \| | \| 1. Spieltag \| \| 7. September 2024 um 20:45 Uhr in Eindhoven (Philips Stadion) \| \| Zuschauer: 31.139 \| \| Schiedsrichter: Donatas Rumšas ( Litauen) \| \| Spielbericht \| | Bosnien und Herzegowina |
| Niederlande                                                   | Bart Verbruggen – Nathan Aké (66. Jurriën Timber), Virgil van Dijk , Matthijs de Ligt, Denzel Dumfries (66. Lutsharel Geertruida) – Ryan Gravenberch, Tijjani Reijnders, Jerdy Schouten (83. Quinten Timber) – Cody Gakpo (66. Donyell Malen), Joshua Zirkzee (74. Wout Weghorst), Xavi Simons Cheftrainer: Ronald Koeman | Nikola Vasilj – Nihad Mujakić (68. Dženis Burnić), Benjamin Tahirović (46. Rade Krunić), Nikola Katić, Adrian Leon Barišić – Amar Dedić, Armin Gigović (68. Dario Šarić), Jusuf Gazibegović – Ermedin Demirović (83. Haris Tabaković), Edin Džeko , Denis Huseinbašić (68. Esmir Bajraktarević) Cheftrainer: Sergej Barbarez | Bosnien und Herzegowina |
| Niederlande                                                   | 1:0 Zirkzee (13.) 2:1 Reijnders (45.+2') 3:1 Gakpo (56.) 4:2 Weghorst (88.) 5:2 Simons (90.+2') | 1:1 Demirović (41.) 3:2 Džeko (73.) | Bosnien und Herzegowina |
| Niederlande                                                   | Demirović (76.), Gazibegović (86.) | | Bosnien und Herzegowina |
| 1. Spieltag                                                   | | |                         |
| 7. September 2024 um 20:45 Uhr in Eindhoven (Philips Stadion) | | |                         |
| Zuschauer: 31.139                                             | | |                         |
| Schiedsrichter: Donatas Rumšas ( Litauen)                     | | |                         |
| Spielbericht                                                  | | |                         |

### Ungarn – Bosnien und Herzegowina 0:0
| Ungarn                                                     | Ungarn | Bosnien und Herzegowina | Bosnien und Herzegowina |
| ---------------------------------------------------------- | --- | --- | ----------------------- |
| Ungarn                                                     | \| 2. Spieltag \| \| 10. September 2024 um 20:45 Uhr in Budapest (Puskás Aréna) \| \| Zuschauer: 46.443 \| \| Schiedsrichter: Marco Guida ( Italien) \| \| Spielbericht \| | \| 2. Spieltag \| \| 10. September 2024 um 20:45 Uhr in Budapest (Puskás Aréna) \| \| Zuschauer: 46.443 \| \| Schiedsrichter: Marco Guida ( Italien) \| \| Spielbericht \| | Bosnien und Herzegowina |
| Ungarn                                                     | Dénes Dibusz – Márton Dárdai, Willi Orban, Endre Botka (82. Botond Balogh) – Zsolt Nagy (82. Milos Kerkez), András Schäfer, Tamás Nikitscher, Bendegúz Bolla (75. Kevin Csoboth), Roland Sallai, Dominik Szoboszlai – Barnabás Varga (82. Martin Ádám) Cheftrainer: Marco Rossi ( Italien) | Nikola Vasilj – Ermin Bičakčić, Dario Šarić (60. Armin Gigović), Nikola Katić, Adrian Leon Barišić – Amar Dedić, Dženis Burnić (46. Benjamin Tahirović), Ivan Bašić (60. Denis Huseinbašić), Jusuf Gazibegović – Ermedin Demirović (77. Esmir Bajraktarević), Edin Džeko Cheftrainer: Sergej Barbarez | Bosnien und Herzegowina |
| Ungarn                                                     | Nagy (77.) | Barišić (21.), Katić (40.) | Bosnien und Herzegowina |
| 2. Spieltag                                                | | |                         |
| 10. September 2024 um 20:45 Uhr in Budapest (Puskás Aréna) | | |                         |
| Zuschauer: 46.443                                          | | |                         |
| Schiedsrichter: Marco Guida ( Italien)                     | | |                         |
| Spielbericht                                               | | |                         |

### Niederlande – Deutschland 2:2 (1:2)
| Niederlande                                                       | Niederlande | Deutschland | Deutschland |
| ----------------------------------------------------------------- | --- | --- | ----------- |
| Niederlande                                                       | \| 2. Spieltag \| \| 10. September 2024 um 20:45 Uhr in Amsterdam (Johan-Cruyff-Arena) \| \| Zuschauer: 50.109 \| \| Schiedsrichter: Davide Massa ( Italien) \| \| Spielbericht \| | \| 2. Spieltag \| \| 10. September 2024 um 20:45 Uhr in Amsterdam (Johan-Cruyff-Arena) \| \| Zuschauer: 50.109 \| \| Schiedsrichter: Davide Massa ( Italien) \| \| Spielbericht \| | Deutschland |
| Niederlande                                                       | Bart Verbruggen – Nathan Aké (45. Jurriën Timber), Virgil van Dijk , Matthijs de Ligt (46. Jan Paul van Hecke), Denzel Dumfries – Ryan Gravenberch, Tijjani Reijnders, Jerdy Schouten (46. Quinten Timber) – Cody Gakpo, Brian Brobbey (82. Wout Weghorst), Xavi Simons (74. Lutsharel Geertruida) Cheftrainer: Ronald Koeman | Marc-André ter Stegen – David Raum, Nico Schlotterbeck, Jonathan Tah (46. Waldemar Anton), Joshua Kimmich – Pascal Groß (63. Aleksandar Pavlović), Robert Andrich (63. Emre Can), Kai Havertz, Jamal Musiala (89. Chris Führich), Florian Wirtz – Deniz Undav (64. Maximilian Beier) Cheftrainer: Julian Nagelsmann | Deutschland |
| Niederlande                                                       | 1:0 Reijnders (2.) 2:2 Dumfries (50.) | 1:1 Undav (38.) 1:2 Kimmich (45.+3') | Deutschland |
| Niederlande                                                       | Schlotterbeck (14.), Tah (24.), Raum (32.), Wirtz (86.) | | Deutschland |
| 2. Spieltag                                                       | | |             |
| 10. September 2024 um 20:45 Uhr in Amsterdam (Johan-Cruyff-Arena) | | |             |
| Zuschauer: 50.109                                                 | | |             |
| Schiedsrichter: Davide Massa ( Italien)                           | | |             |
| Spielbericht                                                      | | |             |

### Bosnien und Herzegowina – Deutschland 1:2 (0:2)
| Bosnien und Herzegowina                                | Bosnien und Herzegowina | Deutschland | Deutschland |
| ------------------------------------------------------ | --- | --- | ----------- |
| Bosnien und Herzegowina                                | \| 3. Spieltag \| \| 11. Oktober 2024 um 20:45 Uhr in Zenica (Bilino Polje) \| \| Zuschauer: 11.000 \| \| Schiedsrichter: François Letexier ( Frankreich) \| \| Spielbericht \| | \| 3. Spieltag \| \| 11. Oktober 2024 um 20:45 Uhr in Zenica (Bilino Polje) \| \| Zuschauer: 11.000 \| \| Schiedsrichter: François Letexier ( Frankreich) \| \| Spielbericht \| | Deutschland |
| Bosnien und Herzegowina                                | Nikola Vasilj – Adrian Leon Barišić, Nikola Katić, Sead Kolašinac (90.+1' Haris Tabaković), Jusuf Gazibegović – Armin Gigović (65. Dario Šarić), Ermedin Demirović, Ivan Bašić (46. Benjamin Tahirović), Dženis Burnić (84. Esmir Bajraktarević), Denis Huseinbašić (65. Haris Hajradinović) – Edin Džeko Cheftrainer: Sergej Barbarez | Alexander Nübel – Jonathan Tah, Antonio Rüdiger, Joshua Kimmich , Maximilian Mittelstädt (66. Robin Gosens) – Pascal Groß (90.+1' Waldemar Anton), Robert Andrich (66. Angelo Stiller), Deniz Undav (66. Jonathan Burkardt), Serge Gnabry (82. Chris Führich), Florian Wirtz – Tim Kleindienst Cheftrainer: Julian Nagelsmann | Deutschland |
| Bosnien und Herzegowina                                | 1:2 Džeko (70.) | 0:1 Undav (30.) 0:2 Undav (36.) | Deutschland |
| Bosnien und Herzegowina                                | Gigović (8.), Džeko (66.), Tahirović (74.), Milenković (76.), Barišić (82.), Demirović (90.+5') | Kimmich (90.+6') | Deutschland |
| Bosnien und Herzegowina                                | Milenković (76.) | | Deutschland |
| 3. Spieltag                                            | | |             |
| 11. Oktober 2024 um 20:45 Uhr in Zenica (Bilino Polje) | | |             |
| Zuschauer: 11.000                                      | | |             |
| Schiedsrichter: François Letexier ( Frankreich)        | | |             |
| Spielbericht                                           | | |             |

### Ungarn – Niederlande 1:1 (1:0)
| Ungarn                                                   | Ungarn | Niederlande | Niederlande |
| -------------------------------------------------------- | --- | --- | ----------- |
| Ungarn                                                   | \| 3. Spieltag \| \| 11. Oktober 2024 um 20:45 Uhr in Budapest (Puskás Aréna) \| \| Zuschauer: 55.300 \| \| Schiedsrichter: Lukas Fähndrich ( Schweiz) \| \| Spielbericht \| | \| 3. Spieltag \| \| 11. Oktober 2024 um 20:45 Uhr in Budapest (Puskás Aréna) \| \| Zuschauer: 55.300 \| \| Schiedsrichter: Lukas Fähndrich ( Schweiz) \| \| Spielbericht \| | Niederlande |
| Ungarn                                                   | Dénes Dibusz – Márton Dárdai (46. Endre Botka), Willi Orban, Attila Fiola – Zsolt Nagy, András Schäfer, Tamás Nikitscher, Bendegúz Bolla (89. Dániel Gera), Roland Sallai (64. Kevin Csoboth), Dominik Szoboszlai – Barnabás Varga (79. Ádám Nagy) Cheftrainer: Marco Rossi ( Italien) | Bart Verbruggen – Micky van de Ven, Virgil van Dijk , Stefan de Vrij (76. Donyell Malen), Denzel Dumfries – Quinten Timber (76. Guus Til), Tijjani Reijnders, Ryan Gravenberch – Cody Gakpo (90. Jorrel Hato), Joshua Zirkzee (76. Brian Brobbey), Xavi Simons (81. Matthijs de Ligt) Cheftrainer: Ronald Koeman | Niederlande |
| Ungarn                                                   | 1:0 Sallai (32.) | 1:1 Dumfries (83.) | Niederlande |
| Ungarn                                                   | Varga (13.), Fiola (77.) | van Dijk (77.) | Niederlande |
| Ungarn                                                   | van Dijk (79.) | | Niederlande |
| 3. Spieltag                                              | | |             |
| 11. Oktober 2024 um 20:45 Uhr in Budapest (Puskás Aréna) | | |             |
| Zuschauer: 55.300                                        | | |             |
| Schiedsrichter: Lukas Fähndrich ( Schweiz)               | | |             |
| Spielbericht                                             | | |             |

### Bosnien und Herzegowina – Ungarn 0:2 (0:1)
| Bosnien und Herzegowina                                | Bosnien und Herzegowina | Ungarn | Ungarn |
| ------------------------------------------------------ | --- | --- | ------ |
| Bosnien und Herzegowina                                | \| 4. Spieltag \| \| 14. Oktober 2024 um 20:45 Uhr in Zenica (Bilino Polje) \| \| Zuschauer: 8.329 \| \| Schiedsrichter: Anthony Taylor ( England) \| \| Spielbericht \| | \| 4. Spieltag \| \| 14. Oktober 2024 um 20:45 Uhr in Zenica (Bilino Polje) \| \| Zuschauer: 8.329 \| \| Schiedsrichter: Anthony Taylor ( England) \| \| Spielbericht \| | Ungarn |
| Bosnien und Herzegowina                                | Nikola Vasilj – Sead Kolašinac, Ermin Bičakčić, Nikola Katić, Jusuf Gazibegović (46. Nail Omerović) – Dženis Burnić (64. Haris Tabaković), Armin Gigović (64. Denis Huseinbašić), Benjamin Tahirović (79. Dario Šarić), Esmir Bajraktarević – Edin Džeko , Haris Hajradinović (79. Ivan Bašić) Cheftrainer: Sergej Barbarez | Dénes Dibusz – Attila Fiola, Willi Orban, Endre Botka – Zsolt Nagy (86. Kornél Szűcs), András Schäfer (86. Ádám Nagy), Tamás Nikitscher, Bendegúz Bolla (68. Dániel Gera) – Dominik Szoboszlai , Barnabás Varga (78. Martin Ádám), Roland Sallai (68. Dániel Gazdag) Cheftrainer: Marco Rossi ( Italien) | Ungarn |
| Bosnien und Herzegowina                                | 0:1 Szoboszlai (38.) 0:2 Szoboszlai (50., Foulelfmeter) | | Ungarn |
| Bosnien und Herzegowina                                | Katić (24.), Hasagić (52.), Kolašinac (60.), Barbarez (61.), Huseinbašić (74.) | Szalai (61.), Fiola (87.) | Ungarn |
| 4. Spieltag                                            | | |        |
| 14. Oktober 2024 um 20:45 Uhr in Zenica (Bilino Polje) | | |        |
| Zuschauer: 8.329                                       | | |        |
| Schiedsrichter: Anthony Taylor ( England)              | | |        |
| Spielbericht                                           | | |        |

### Deutschland – Niederlande 1:0 (0:0)
| Deutschland                                              | Deutschland | Niederlande | Niederlande |
| -------------------------------------------------------- | --- | --- | ----------- |
| Deutschland                                              | \| 4. Spieltag \| \| 14. Oktober 2024 um 20:45 Uhr in München (Allianz Arena) \| \| Zuschauer: 68.367 \| \| Schiedsrichter: Slavko Vinčić ( Slowenien) \| \| Spielbericht \| | \| 4. Spieltag \| \| 14. Oktober 2024 um 20:45 Uhr in München (Allianz Arena) \| \| Zuschauer: 68.367 \| \| Schiedsrichter: Slavko Vinčić ( Slowenien) \| \| Spielbericht \| | Niederlande |
| Deutschland                                              | Oliver Baumann – Maximilian Mittelstädt, Nico Schlotterbeck, Antonio Rüdiger, Joshua Kimmich – Aleksandar Pavlović (77. Kevin Schade), Angelo Stiller (82. Waldemar Anton), Serge Gnabry, Florian Wirtz (46. Robert Andrich), Jamie Leweling (87. Robin Gosens) – Tim Kleindienst (82. Jonathan Burkardt) Cheftrainer: Julian Nagelsmann | Bart Verbruggen – Jorrel Hato, Micky van de Ven, Stefan de Vrij , Denzel Dumfries – Quinten Timber (46. Mats Wieffer), Tijjani Reijnders (46. Donyell Malen), Ryan Gravenberch (80. Lutsharel Geertruida) – Cody Gakpo (65. Jeremie Frimpong), Brian Brobbey (75. Joshua Zirkzee), Xavi Simons Cheftrainer: Ronald Koeman | Niederlande |
| Deutschland                                              | 1:0 Leweling (64.) | | Niederlande |
| Deutschland                                              | Rüdiger (63.), Anton (90.+3'), Schlotterbeck (90.+3') | Reijnders (30.), Wieffer (63.), Simons (90.+3') | Niederlande |
| 4. Spieltag                                              | | |             |
| 14. Oktober 2024 um 20:45 Uhr in München (Allianz Arena) | | |             |
| Zuschauer: 68.367                                        | | |             |
| Schiedsrichter: Slavko Vinčić ( Slowenien)               | | |             |
| Spielbericht                                             | | |             |

### Deutschland – Bosnien und Herzegowina 7:0 (3:0)
| Deutschland                                                                  | Deutschland | Bosnien und Herzegowina | Bosnien und Herzegowina |
| ---------------------------------------------------------------------------- | --- | --- | ----------------------- |
| Deutschland                                                                  | \| 5. Spieltag \| \| 16. November 2024 um 20:45 Uhr in Freiburg im Breisgau (Europa-Park-Stadion) \| \| Zuschauer: 28.143 \| \| Schiedsrichter: Vassilis Fotias ( Griechenland) \| \| Spielbericht \| | \| 5. Spieltag \| \| 16. November 2024 um 20:45 Uhr in Freiburg im Breisgau (Europa-Park-Stadion) \| \| Zuschauer: 28.143 \| \| Schiedsrichter: Vassilis Fotias ( Griechenland) \| \| Spielbericht \| | Bosnien und Herzegowina |
| Deutschland                                                                  | Oliver Baumann – Maximilian Mittelstädt (58. Benjamin Henrichs), Antonio Rüdiger, Jonathan Tah, Joshua Kimmich (73. Robin Koch) – Pascal Groß, Robert Andrich (58. Felix Nmecha), Jamal Musiala (58. Leroy Sané), Kai Havertz, Florian Wirtz (58. Serge Gnabry) – Tim Kleindienst Cheftrainer: Julian Nagelsmann | Nikola Vasilj – Nail Omerović, Adrian Leon Barišić, Ermin Bičakčić , Tarik Muharemović – Armin Gigović (63. Esmir Bajraktarević), Ivan Šunjić (74. Denis Huseinbašić), Dženis Burnić – Luka Kulenović (63. Samed Baždar), Ermedin Demirović (85. Haris Hajradinović), Benjamin Tahirović (63. Ivan Bašić) Cheftrainer: Sergej Barbarez | Bosnien und Herzegowina |
| Deutschland                                                                  | 1:0 Musiala (2.) 2:0 Kleindienst (23.) 3:0 Havertz (37.) 4:0 Wirtz (50.) 5:0 Wirtz (57.) 6:0 Sané (66.) 7:0 Kleindienst (79.) | | Bosnien und Herzegowina |
| Deutschland                                                                  | Tah (76.) | Hajradinović (89.), Burnić (90.+3') | Bosnien und Herzegowina |
| 5. Spieltag                                                                  | | |                         |
| 16. November 2024 um 20:45 Uhr in Freiburg im Breisgau (Europa-Park-Stadion) | | |                         |
| Zuschauer: 28.143                                                            | | |                         |
| Schiedsrichter: Vassilis Fotias ( Griechenland)                              | | |                         |
| Spielbericht                                                                 | | |                         |

### Niederlande – Ungarn 4:0 (2:0)
| Niederlande                                                      | Niederlande | Ungarn | Ungarn |
| ---------------------------------------------------------------- | --- | --- | ------ |
| Niederlande                                                      | \| 5. Spieltag \| \| 16. November 2024 um 20:45 Uhr in Amsterdam (Johan-Cruyff-Arena) \| \| Zuschauer: 51.611 \| \| Schiedsrichter: Jesús Gil Manzano ( Spanien) \| \| Spielbericht \| | \| 5. Spieltag \| \| 16. November 2024 um 20:45 Uhr in Amsterdam (Johan-Cruyff-Arena) \| \| Zuschauer: 51.611 \| \| Schiedsrichter: Jesús Gil Manzano ( Spanien) \| \| Spielbericht \|                                                                                                | Ungarn |
| Niederlande                                                      | Bart Verbruggen – Quinten Timber (68. Jorrel Hato), Virgil van Dijk , Jan Paul van Hecke, Denzel Dumfries – Frenkie de Jong (58. Teun Koopmeiners), Tijjani Reijnders, Ryan Gravenberch (79. Mats Wieffer) – Cody Gakpo (79. Noa Lang), Wout Weghorst, Donyell Malen (84. Jeremie Frimpong) Cheftrainer: Ronald Koeman | Dénes Dibusz – Willi Orban, Botond Balogh, Márton Dárdai – Loïc Négo (74. Dániel Gera), Tamás Nikitscher, András Schäfer (74. Ádám Nagy), Zsolt Nagy – Dominik Szoboszlai , Barnabás Varga (60. Levente Szabó), Roland Sallai (80. Kevin Csoboth) Cheftrainer: Marco Rossi ( Italien) | Ungarn |
| Niederlande                                                      | 1:0 Weghorst (21., Handelfmeter) 2:0 Gakpo (45.+12', Foulelfmeter) 3:0 Dumfries (64.) 4:0 Koopmeiners (86.) | | Ungarn |
| Niederlande                                                      | Timber (61.) | Orban (6.), Dárdai (55.) | Ungarn |
| 5. Spieltag                                                      | | |        |
| 16. November 2024 um 20:45 Uhr in Amsterdam (Johan-Cruyff-Arena) | | |        |
| Zuschauer: 51.611                                                | | |        |
| Schiedsrichter: Jesús Gil Manzano ( Spanien)                     | | |        |
| Spielbericht                                                     | | |        |

### Bosnien und Herzegowina – Niederlande 1:1 (0:1)
| Bosnien und Herzegowina                                 | Bosnien und Herzegowina | Niederlande | Niederlande |
| ------------------------------------------------------- | --- | --- | ----------- |
| Bosnien und Herzegowina                                 | \| 6. Spieltag \| \| 19. November 2024 um 20:45 Uhr in Zenica (Bilino Polje) \| \| Zuschauer: 4.134 \| \| Schiedsrichter: Əliyar Ağayev ( Aserbaidschan) \| \| Spielbericht \| | \| 6. Spieltag \| \| 19. November 2024 um 20:45 Uhr in Zenica (Bilino Polje) \| \| Zuschauer: 4.134 \| \| Schiedsrichter: Əliyar Ağayev ( Aserbaidschan) \| \| Spielbericht \| | Niederlande |
| Bosnien und Herzegowina                                 | Martin Zlomislić – Tarik Muharemović, Adrian Leon Barišić, Ermin Bičakčić (63. Samed Baždar), Amar Dedić – Dženis Burnić, Ivan Šunjić, Benjamin Tahirović (86. Ivan Bašić) – Ermedin Demirović (86. Luka Kulenović), Edin Džeko (90.+1' Ifet Đakovac), Armin Gigović (63. Esmir Bajraktarević) Cheftrainer: Sergej Barbarez | Mark Flekken – Jorrel Hato, Matthijs de Ligt, Stefan de Vrij , Jeremie Frimpong (66. Devyne Rensch) – Teun Koopmeiners, Joshua Zirkzee (77. Wout Weghorst), Mats Wieffer – Noa Lang (77. Cody Gakpo), Brian Brobbey (71. Ryan Gravenberch), Justin Kluivert (66. Donyell Malen) Cheftrainer: Ronald Koeman | Niederlande |
| Bosnien und Herzegowina                                 | 1:1 Demirović (67.) | 0:1 Brobbey (24.) | Niederlande |
| Bosnien und Herzegowina                                 | Demirović (76.) | | Niederlande |
| 6. Spieltag                                             | | |             |
| 19. November 2024 um 20:45 Uhr in Zenica (Bilino Polje) | | |             |
| Zuschauer: 4.134                                        | | |             |
| Schiedsrichter: Əliyar Ağayev ( Aserbaidschan)          | | |             |
| Spielbericht                                            | | |             |

### Ungarn – Deutschland 1:1 (0:0)
| Ungarn                                                    | Ungarn | Deutschland | Deutschland |
| --------------------------------------------------------- | --- | --- | ----------- |
| Ungarn                                                    | \| 6. Spieltag \| \| 19. November 2024 um 20:45 Uhr in Budapest (Puskás Aréna) \| \| Zuschauer: 55.300 \| \| Schiedsrichter: Duje Strukan ( Kroatien) \| \| Spielbericht \| | \| 6. Spieltag \| \| 19. November 2024 um 20:45 Uhr in Budapest (Puskás Aréna) \| \| Zuschauer: 55.300 \| \| Schiedsrichter: Duje Strukan ( Kroatien) \| \| Spielbericht \| | Deutschland |
| Ungarn                                                    | Dénes Dibusz – Márton Dárdai, Willi Orban, Attila Fiola – Zsolt Nagy (82. Szabolcs Schön), András Schäfer, Tamás Nikitscher (65. Mihály Kata), Loïc Négo (65. Dániel Gera), Roland Sallai (82. Kevin Csoboth), Dominik Szoboszlai – Barnabás Varga (89. Zsombor Gruber) Cheftrainer: Marco Rossi ( Italien) | Alexander Nübel – Benjamin Henrichs, Nico Schlotterbeck, Robin Koch, Joshua Kimmich (46. Robin Gosens) – Robert Andrich, Felix Nmecha, Chris Führich (61. Jamal Musiala), Julian Brandt (61. Kai Havertz), Leroy Sané (80. Tim Kleindienst) – Serge Gnabry (61. Florian Wirtz) Cheftrainer: Julian Nagelsmann | Deutschland |
| Ungarn                                                    | 1:1 Szoboszlai (90.+9', Handelfmeter) | 0:1 Nmecha (76.) | Deutschland |
| Ungarn                                                    | Gera (87.), Schäfer (90.+4') | Schlotterbeck (57.), Wirtz (72.), Andrich (90.+4') | Deutschland |
| 6. Spieltag                                               | | |             |
| 19. November 2024 um 20:45 Uhr in Budapest (Puskás Aréna) | | |             |
| Zuschauer: 55.300                                         | | |             |
| Schiedsrichter: Duje Strukan ( Kroatien)                  | | |             |
| Spielbericht                                              | | |             |

## Gruppe 4
| Pl. | Land     | Sp. | S | U | N | Tore    | Diff. | Punkte |
| --- | -------- | --- | - | - | - | ------- | ----- | ------ |
| 1.  | Spanien  | 6   | 5 | 1 | 0 | 013:400 | +9    | 16     |
| 2.  | Dänemark | 6   | 2 | 2 | 2 | 007:500 | +2    | 08     |
| 3.  | Serbien  | 6   | 1 | 3 | 2 | 003:600 | −3    | 06     |
| 4.  | Schweiz  | 6   | 0 | 2 | 4 | 006:140 | −8    | 02     |

### Dänemark – Schweiz 2:0 (0:0)
| Dänemark                                              | Dänemark | Schweiz | Schweiz |
| ----------------------------------------------------- | --- | --- | ------- |
| Dänemark                                              | \| 1. Spieltag \| \| 5. September 2024 um 20:45 Uhr in Kopenhagen (Parken) \| \| Zuschauer: 26.024 \| \| Schiedsrichter: Daniel Siebert ( Deutschland) \| \| Spielbericht \| | \| 1. Spieltag \| \| 5. September 2024 um 20:45 Uhr in Kopenhagen (Parken) \| \| Zuschauer: 26.024 \| \| Schiedsrichter: Daniel Siebert ( Deutschland) \| \| Spielbericht \| | Schweiz |
| Dänemark                                              | Kasper Schmeichel – Victor Nelsson (81. Patrick Dorgu), Jannik Vestergaard, Joachim Andersen – Victor Kristiansen, Morten Hjulmand (90.+1' Christian Nørgaard), Pierre Emile Højbjerg , Alexander Bah – Christian Eriksen (62. Mikkel Damsgaard), Kasper Dolberg (62. Jonas Wind), Albert Grønbæk (81. Andreas Skov Olsen) Cheftrainer: Lars Knudsen | Gregor Kobel – Ricardo Rodríguez, Manuel Akanji, Nico Elvedi – Michel Aebischer (90.+1' Zeki Amdouni), Granit Xhaka , Remo Freuler, Silvan Widmer (65. Bećir Omeragić) – Rubén Vargas (53. Gregory Wüthrich), Breel Embolo (90.+1' Kwadwo Duah), Fabian Rieder (65. Denis Zakaria) Cheftrainer: Murat Yakin | Schweiz |
| Dänemark                                              | 1:0 Dorgu (82.) 2:0 Højbjerg (90.+2') | | Schweiz |
| Dänemark                                              | Grønbæk (23.), Højbjerg (83.), Hjulmand (83.), Vestergaard (90.+4') | Widmer (47.), Xhaka (83.), Akanji (83.), Embolo (86.) | Schweiz |
| Dänemark                                              | Xhaka (87.) | | Schweiz |
| Dänemark                                              | Elvedi (52.) | | Schweiz |
| 1. Spieltag                                           | | |         |
| 5. September 2024 um 20:45 Uhr in Kopenhagen (Parken) | | |         |
| Zuschauer: 26.024                                     | | |         |
| Schiedsrichter: Daniel Siebert ( Deutschland)         | | |         |
| Spielbericht                                          | | |         |

### Serbien – Spanien 0:0
| Serbien                                                         | Serbien | Spanien | Spanien |
| --------------------------------------------------------------- | --- | --- | ------- |
| Serbien                                                         | \| 1. Spieltag \| \| 5. September 2024 um 20:45 Uhr in Belgrad (Stadion Rajko Mitić) \| \| Zuschauer: 29.981 \| \| Schiedsrichter: Serdar Gözübüyük ( Niederlande) \| \| Spielbericht \| | \| 1. Spieltag \| \| 5. September 2024 um 20:45 Uhr in Belgrad (Stadion Rajko Mitić) \| \| Zuschauer: 29.981 \| \| Schiedsrichter: Serdar Gözübüyük ( Niederlande) \| \| Spielbericht \|                                                                                                  | Spanien |
| Serbien                                                         | Predrag Rajković – Strahinja Pavlović, Nikola Milenković , Strahinja Eraković (46. Jan-Carlo Simić) – Saša Lukić, Ivan Ilić (85. Stefan Mitrović), Veljko Birmančević, Andrija Živković (62. Kristijan Belić), Lazar Samardžić (74. Marko Grujić), Kosta Nedeljković – Luka Jović (74. Petar Ratkov) Cheftrainer: Dragan Stojković | David Raya – Marc Cucurella (56. Alejandro Grimaldo), Aymeric Laporte, Robin Le Normand, Dani Carvajal – Fabián (76. Pedri), Martín Zubimendi, Dani Olmo (82. Joselu) – Nico Williams (82. Ferran Torres), Ayoze Pérez (56. Mikel Oyarzabal), Lamine Yamal Cheftrainer: Luis de la Fuente | Spanien |
| Serbien                                                         | Eraković (5.), Birmančević (43.), Belić (69.) | Pérez (21.), Carvajal (27.), Yamal (41.), Le Normand (59.), Olmo (67.), de la Fuente (85.) | Spanien |
| 1. Spieltag                                                     | | |         |
| 5. September 2024 um 20:45 Uhr in Belgrad (Stadion Rajko Mitić) | | |         |
| Zuschauer: 29.981                                               | | |         |
| Schiedsrichter: Serdar Gözübüyük ( Niederlande)                 | | |         |
| Spielbericht                                                    | | |         |

### Dänemark – Serbien 2:0 (1:0)
| Dänemark                                              | Dänemark | Serbien | Serbien |
| ----------------------------------------------------- | --- | --- | ------- |
| Dänemark                                              | \| 2. Spieltag \| \| 8. September 2024 um 18:00 Uhr in Kopenhagen (Parken) \| \| Zuschauer: 34.902 \| \| Schiedsrichter: Chris Kavanagh ( England) \| \| Spielbericht \| | \| 2. Spieltag \| \| 8. September 2024 um 18:00 Uhr in Kopenhagen (Parken) \| \| Zuschauer: 34.902 \| \| Schiedsrichter: Chris Kavanagh ( England) \| \| Spielbericht \| | Serbien |
| Dänemark                                              | Kasper Schmeichel – Joachim Andersen, Jannik Vestergaard, Rasmus Kristensen – Victor Kristiansen (81. Morten Frendrup), Christian Nørgaard (60. Morten Hjulmand), Pierre Emile Højbjerg , Alexander Bah – Christian Eriksen (68. Patrick Dorgu), Yussuf Poulsen (68. Jonas Wind), Albert Grønbæk (60. Gustav Isaksen) Cheftrainer: Lars Knudsen | Predrag Rajković – Strahinja Pavlović, Nikola Milenković , Strahinja Eraković – Marko Grujić (46. Andrija Živković), Saša Lukić (72. Kristijan Belić), Ivan Ilić, Veljko Birmančević (80. Đorđe Jovanović), Lazar Samardžić (64. Petar Ratkov), Kosta Nedeljković (64. Stefan Mitrović) – Luka Jović Cheftrainer: Dragan Stojković | Serbien |
| Dänemark                                              | 1:0 Grønbæk (36.) 2:0 Poulsen (61.) | | Serbien |
| Dänemark                                              | Andersen (51.), Kristiansen (59.) | Lukić (70.), Mitrović (71.), Pavlović (72.) | Serbien |
| 2. Spieltag                                           | | |         |
| 8. September 2024 um 18:00 Uhr in Kopenhagen (Parken) | | |         |
| Zuschauer: 34.902                                     | | |         |
| Schiedsrichter: Chris Kavanagh ( England)             | | |         |
| Spielbericht                                          | | |         |

### Schweiz – Spanien 1:4 (1:2)
| Schweiz                                                  | Schweiz | Spanien | Spanien |
| -------------------------------------------------------- | --- | --- | ------- |
| Schweiz                                                  | \| 2. Spieltag \| \| 8. September 2024 um 20:45 Uhr in Genf (Stade de Genève) \| \| Zuschauer: 26.265 \| \| Schiedsrichter: Irfan Peljto ( Bosnien und Herzegowina) \| \| Spielbericht \| | \| 2. Spieltag \| \| 8. September 2024 um 20:45 Uhr in Genf (Stade de Genève) \| \| Zuschauer: 26.265 \| \| Schiedsrichter: Irfan Peljto ( Bosnien und Herzegowina) \| \| Spielbericht \|                                                                                       | Spanien |
| Schweiz                                                  | Gregor Kobel – Ricardo Rodríguez (61. Fabian Rieder), Manuel Akanji , Gregory Wüthrich – Michel Aebischer (76. Joël Monteiro), Denis Zakaria (62. Vincent Sierro), Remo Freuler, Bećir Omeragić – Rubén Vargas (85. Renato Steffen), Breel Embolo (76. Kwadwo Duah), Zeki Amdouni Cheftrainer: Murat Yakin | David Raya – Alejandro Grimaldo, Aymeric Laporte, Robin Le Normand, Dani Carvajal – Fabián (81. Aleix García), Rodri (58. Martín Zubimendi), Nico Williams (58. Yeremi Pino), Pedri (27. Dani Vivian), Lamine Yamal (46. Ferran Torres) – Joselu Cheftrainer: Luis de la Fuente | Spanien |
| Schweiz                                                  | 1:2 Amdouni (41.) | 0:1 Joselu (4.) 0:2 Fabián (13.) 1:3 Fabián (77.) 1:4 Torres (80.) | Spanien |
| Schweiz                                                  | Vargas (18.), Freuler (52.), Wüthrich (53.) | Torres (69.), Carvajal (69.) | Spanien |
| Schweiz                                                  | Le Normand (20.) | | Spanien |
| 2. Spieltag                                              | | |         |
| 8. September 2024 um 20:45 Uhr in Genf (Stade de Genève) | | |         |
| Zuschauer: 26.265                                        | | |         |
| Schiedsrichter: Irfan Peljto ( Bosnien und Herzegowina)  | | |         |
| Spielbericht                                             | | |         |

### Serbien – Schweiz 2:0 (1:0)
| Serbien                                                      | Serbien | Schweiz | Schweiz |
| ------------------------------------------------------------ | --- | --- | ------- |
| Serbien                                                      | \| 3. Spieltag \| \| 12. Oktober 2024 um 20:45 Uhr in Leskovac (Dubočica-Stadion) \| \| Zuschauer: 6.383 \| \| Schiedsrichter: Simone Sozza ( Italien) \| \| Spielbericht \| | \| 3. Spieltag \| \| 12. Oktober 2024 um 20:45 Uhr in Leskovac (Dubočica-Stadion) \| \| Zuschauer: 6.383 \| \| Schiedsrichter: Simone Sozza ( Italien) \| \| Spielbericht \| | Schweiz |
| Serbien                                                      | Predrag Rajković – Strahinja Pavlović, Nikola Milenković , Strahinja Eraković – Veljko Birmančević (88. Nikola Čumić), Marko Grujić (46. Luka Jović), Nemanja Maksimović, Kosta Nedeljković (73. Jan-Carlo Simić), Saša Lukić (53. Saša Zdjelar), Lazar Samardžić – Aleksandar Mitrović (73. Andrija Maksimović) Cheftrainer: Dragan Stojković | Gregor Kobel – Ricardo Rodríguez (70. Ulisses Garcia), Manuel Akanji, Silvan Widmer (46. Fabian Rieder) – Michel Aebischer (70. Edimilson Fernandes), Granit Xhaka , Remo Freuler, Nico Elvedi – Dan Ndoye, Breel Embolo (85. Joël Monteiro), Zeki Amdouni (70. Andi Zeqiri) Cheftrainer: Murat Yakin | Schweiz |
| Serbien                                                      | 1:0 Elvedi (45.+1', Eigentor) 2:0 Mitrović (61.) | | Schweiz |
| Serbien                                                      | Nedeljković (71.), Simić (84.), Samardžić (90.+3') | Widmer (23.), Elvedi (44.) | Schweiz |
| Serbien                                                      | Rajković hält Foulelfmeter von Embolo (72.) | | Schweiz |
| 3. Spieltag                                                  | | |         |
| 12. Oktober 2024 um 20:45 Uhr in Leskovac (Dubočica-Stadion) | | |         |
| Zuschauer: 6.383                                             | | |         |
| Schiedsrichter: Simone Sozza ( Italien)                      | | |         |
| Spielbericht                                                 | | |         |

### Spanien – Dänemark 1:0 (0:0)
| Spanien                                                           | Spanien | Dänemark | Dänemark |
| ----------------------------------------------------------------- | --- | --- | -------- |
| Spanien                                                           | \| 3. Spieltag \| \| 12. Oktober 2024 um 20:45 Uhr in Murcia (Estadio Nueva Condomina) \| \| Zuschauer: 29.870 \| \| Schiedsrichter: Ivan Kružliak ( Slowakei) \| \| Spielbericht \|                                                                              | \| 3. Spieltag \| \| 12. Oktober 2024 um 20:45 Uhr in Murcia (Estadio Nueva Condomina) \| \| Zuschauer: 29.870 \| \| Schiedsrichter: Ivan Kružliak ( Slowakei) \| \| Spielbericht \| | Dänemark |
| Spanien                                                           | David Raya – Alejandro Grimaldo, Aymeric Laporte, Dani Vivian, Pedro Porro – Fabián, Martín Zubimendi, Pedri (62. Mikel Merino) – Mikel Oyarzabal (62. Álex Baena), Álvaro Morata (78. Joselu), Lamine Yamal (90.+3' Sergio Gómez) Cheftrainer: Luis de la Fuente | Kasper Schmeichel – Victor Nelsson, Jannik Vestergaard, Rasmus Kristensen – Victor Kristiansen, Morten Hjulmand, Pierre Emile Højbjerg , Alexander Bah – Christian Eriksen (73. Gustav Isaksen), Kasper Dolberg (73. Yussuf Poulsen), Albert Grønbæk (78. Rasmus Højlund) Cheftrainer: Lars Knudsen | Dänemark |
| Spanien                                                           | 1:0 Zubimendi (79.) | | Dänemark |
| Spanien                                                           | Raya (90.+4') | Hjulmand (23.), Kristiansen (85.), Bah (88.), Nelsson (90.+3') | Dänemark |
| 3. Spieltag                                                       | | |          |
| 12. Oktober 2024 um 20:45 Uhr in Murcia (Estadio Nueva Condomina) | | |          |
| Zuschauer: 29.870                                                 | | |          |
| Schiedsrichter: Ivan Kružliak ( Slowakei)                         | | |          |
| Spielbericht                                                      | | |          |

### Spanien – Serbien 3:0 (1:0)
| Spanien                                                           | Spanien | Serbien | Serbien |
| ----------------------------------------------------------------- | --- | --- | ------- |
| Spanien                                                           | \| 4. Spieltag \| \| 15. Oktober 2024 um 20:45 Uhr in Córdoba (Estadio Nuevo Arcángel) \| \| Zuschauer: 20.345 \| \| Schiedsrichter: Daniel Stefański ( Polen) \| \| Spielbericht \|                                                                                           | \| 4. Spieltag \| \| 15. Oktober 2024 um 20:45 Uhr in Córdoba (Estadio Nuevo Arcángel) \| \| Zuschauer: 20.345 \| \| Schiedsrichter: Daniel Stefański ( Polen) \| \| Spielbericht \| | Serbien |
| Spanien                                                           | David Raya – Marc Cucurella, Aymeric Laporte, Dani Vivian (82. Pau Cubarsí), Pedro Porro – Fabián (82. Aleix García), Martín Zubimendi, Álex Baena (78. Bryan Zaragoza), Mikel Merino (64. Pedri), Mikel Oyarzabal – Álvaro Morata (78. Joselu) Cheftrainer: Luis de la Fuente | Predrag Rajković – Strahinja Pavlović, Nikola Milenković, Strahinja Eraković – Veljko Birmančević, Nemanja Maksimović, Kosta Nedeljković (64. Nikola Čumić), Saša Zdjelar (64. Andrija Maksimović), Lazar Samardžić (46. Marko Grujić) – Dejan Joveljić (46. Luka Jović), Aleksandar Mitrović (78. Jan-Carlo Simić) Cheftrainer: Dragan Stojković | Serbien |
| Spanien                                                           | 1:0 Laporte (5.) 2:0 Morata (65.) 3:0 Baena (77.) | | Serbien |
| Spanien                                                           | Oyarzabal (7.) | Eraković (38.), Mitrović (53.), Milenković (54.), Jović (90.+1') | Serbien |
| Spanien                                                           | Pavlović (76.) | | Serbien |
| Spanien                                                           | Morata schießt Handelfmeter über das Tor (54.) | | Serbien |
| 4. Spieltag                                                       | | |         |
| 15. Oktober 2024 um 20:45 Uhr in Córdoba (Estadio Nuevo Arcángel) | | |         |
| Zuschauer: 20.345                                                 | | |         |
| Schiedsrichter: Daniel Stefański ( Polen)                         | | |         |
| Spielbericht                                                      | | |         |

### Schweiz – Dänemark 2:2 (2:1)
| Schweiz                                                 | Schweiz | Dänemark | Dänemark |
| ------------------------------------------------------- | --- | --- | -------- |
| Schweiz                                                 | \| 4. Spieltag \| \| 15. Oktober 2024 um 20:45 Uhr in St. Gallen (Kybunpark) \| \| Zuschauer: 16.182 \| \| Schiedsrichter: Halil Umut Meler ( Türkei) \| \| Spielbericht \| | \| 4. Spieltag \| \| 15. Oktober 2024 um 20:45 Uhr in St. Gallen (Kybunpark) \| \| Zuschauer: 16.182 \| \| Schiedsrichter: Halil Umut Meler ( Türkei) \| \| Spielbericht \| | Dänemark |
| Schweiz                                                 | Gregor Kobel – Ulisses Garcia, Manuel Akanji, Nico Elvedi – Dan Ndoye (89. Vincent Sierro), Granit Xhaka , Remo Freuler (81. Michel Aebischer), Edimilson Fernandes – Fabian Rieder (67. Filip Ugrinić), Breel Embolo (81. Andi Zeqiri), Zeki Amdouni (89. Christian Witzig) Cheftrainer: Murat Yakin | Kasper Schmeichel – Victor Nelsson (75. Kasper Dolberg), Jannik Vestergaard, Rasmus Kristensen – Patrick Dorgu (86. Joakim Mæhle), Pierre Emile Højbjerg , Christian Eriksen, Alexander Bah – Albert Grønbæk (56. Jonas Wind), Rasmus Højlund (56. Andreas Skov Olsen), Gustav Isaksen (56. Jens Stage) Cheftrainer: Lars Knudsen | Dänemark |
| Schweiz                                                 | 1:0 Freuler (76.) 2:1 Amdouni (45.+1', Foulelfmeter) | 1:1 Isaksen (27.) 2:2 Eriksen (69.) | Dänemark |
| Schweiz                                                 | Elvedi (30.), Rieder (37.) | Kristensen (55.) | Dänemark |
| 4. Spieltag                                             | | |          |
| 15. Oktober 2024 um 20:45 Uhr in St. Gallen (Kybunpark) | | |          |
| Zuschauer: 16.182                                       | | |          |
| Schiedsrichter: Halil Umut Meler ( Türkei)              | | |          |
| Spielbericht                                            | | |          |

### Dänemark – Spanien 1:2 (0:1)
| Dänemark                                              | Dänemark | Spanien | Spanien |
| ----------------------------------------------------- | --- | --- | ------- |
| Dänemark                                              | \| 5. Spieltag \| \| 15. November 2024 um 20:45 Uhr in Kopenhagen (Parken) \| \| Zuschauer: 36.985 \| \| Schiedsrichter: Rade Obrenović ( Slowenien) \| \| Spielbericht \| | \| 5. Spieltag \| \| 15. November 2024 um 20:45 Uhr in Kopenhagen (Parken) \| \| Zuschauer: 36.985 \| \| Schiedsrichter: Rade Obrenović ( Slowenien) \| \| Spielbericht \| | Spanien |
| Dänemark                                              | Kasper Schmeichel – Victor Kristiansen (87. Patrick Dorgu), Jannik Vestergaard, Joachim Andersen, Alexander Bah – Morten Hjulmand, Christian Nørgaard (61. Mikkel Damsgaard), Pierre Emile Højbjerg – Christian Eriksen (79. Andreas Skov Olsen), Rasmus Højlund (79. Kasper Dolberg), Albert Grønbæk (61. Gustav Isaksen) Cheftrainer: Brian Riemer | David Raya – Marc Cucurella, Aymeric Laporte, Dani Vivian, Pedro Porro – Mikel Merino (80. Pedri), Martín Zubimendi (69. Marc Casadó), Álex Baena (61. Fabián), Dani Olmo (69. Nico Williams), Mikel Oyarzabal – Ayoze Pérez (69. Álvaro Morata) Cheftrainer: Luis de la Fuente | Spanien |
| Dänemark                                              | 1:2 Isaksen (84.) | 0:1 Oyarzabal (15.) 0:2 Pérez (58.) | Spanien |
| Dänemark                                              | Nørgaard (33.), Højbjerg (79.), Andersen (90.), Isaksen (90.+2') | Oyarzabal (74.), Morata (90.) | Spanien |
| 5. Spieltag                                           | | |         |
| 15. November 2024 um 20:45 Uhr in Kopenhagen (Parken) | | |         |
| Zuschauer: 36.985                                     | | |         |
| Schiedsrichter: Rade Obrenović ( Slowenien)           | | |         |
| Spielbericht                                          | | |         |

### Schweiz – Serbien 1:1 (0:0)
| Schweiz                                               | Schweiz | Serbien | Serbien |
| ----------------------------------------------------- | --- | --- | ------- |
| Schweiz                                               | \| 5. Spieltag \| \| 15. November 2024 um 20:45 Uhr in Zürich (Letzigrund) \| \| Zuschauer: 21.115 \| \| Schiedsrichter: Clément Turpin ( Frankreich) \| \| Spielbericht \| | \| 5. Spieltag \| \| 15. November 2024 um 20:45 Uhr in Zürich (Letzigrund) \| \| Zuschauer: 21.115 \| \| Schiedsrichter: Clément Turpin ( Frankreich) \| \| Spielbericht \| | Serbien |
| Schweiz                                               | Gregor Kobel – Ricardo Rodríguez (89. Ulisses Garcia), Aurèle Amenda, Eray Cömert – Noah Okafor (65. Dereck Kutesa), Granit Xhaka , Remo Freuler, Edimilson Fernandes (83. Kevin Mbabu) – Fabian Rieder (65. Joël Monteiro), Breel Embolo (65. Andi Zeqiri), Zeki Amdouni Cheftrainer: Murat Yakin | Đorđe Petrović – Srđan Babić (46. Nemanja Stojić), Nikola Milenković, Miloš Veljković – Nemanja Gudelj, Nemanja Maksimović, Aleksa Terzić (89. Saša Zdjelar), Lazar Samardžić (72. Mirko Topić), Andrija Živković (78. Kosta Nedeljković) – Aleksandar Mitrović (90. Andrija Maksimović), Dušan Vlahović Cheftrainer: Dragan Stojković | Serbien |
| Schweiz                                               | 1:0 Amdouni (78.) | 1:1 Terzić (88.) | Serbien |
| Schweiz                                               | Xhaka (35.), Embolo (51.), Cömert (54.) | Terzić (25.), Živković (51.), | Serbien |
| Schweiz                                               | Kobel hält Foulelfmeter von Mitrović (55.) | | Serbien |
| 5. Spieltag                                           | | |         |
| 15. November 2024 um 20:45 Uhr in Zürich (Letzigrund) | | |         |
| Zuschauer: 21.115                                     | | |         |
| Schiedsrichter: Clément Turpin ( Frankreich)          | | |         |
| Spielbericht                                          | | |         |

### Serbien – Dänemark 0:0
| Serbien                                                       | Serbien | Dänemark | Dänemark |
| ------------------------------------------------------------- | --- | --- | -------- |
| Serbien                                                       | \| 6. Spieltag \| \| 18. November 2024 um 20:45 Uhr in Leskovac (Dubočica-Stadion) \| \| Zuschauer: 7.295 \| \| Schiedsrichter: Felix Zwayer ( Deutschland) \| \| Spielbericht \| | \| 6. Spieltag \| \| 18. November 2024 um 20:45 Uhr in Leskovac (Dubočica-Stadion) \| \| Zuschauer: 7.295 \| \| Schiedsrichter: Felix Zwayer ( Deutschland) \| \| Spielbericht \| | Dänemark |
| Serbien                                                       | Đorđe Petrović – Strahinja Pavlović, Nikola Milenković, Miloš Veljković – Nemanja Maksimović, Nemanja Gudelj (72. Saša Zdjelar), Aleksa Terzić, Lazar Samardžić (72. Andrija Maksimović), Andrija Živković (82. Mihailo Ivanović) – Aleksandar Mitrović , Dušan Vlahović (87. Kosta Nedeljković) Cheftrainer: Dragan Stojković | Kasper Schmeichel – Victor Kristiansen, Jannik Vestergaard, Victor Nelsson, Mads Roerslev – Gustav Isaksen (87. Andreas Skov Olsen), Christian Eriksen , Morten Hjulmand, Mikkel Damsgaard (70. Albert Grønbæk) – Yussuf Poulsen (53. Christian Nørgaard), Kasper Dolberg (70. Rasmus Højlund) Cheftrainer: Brian Riemer | Dänemark |
| Serbien                                                       | Terzić (26.), Milenković (41.), Živković (80.), Pavlović (90.) | Dolberg (25.) | Dänemark |
| Serbien                                                       | Pavlović (90.+5') | | Dänemark |
| 6. Spieltag                                                   | | |          |
| 18. November 2024 um 20:45 Uhr in Leskovac (Dubočica-Stadion) | | |          |
| Zuschauer: 7.295                                              | | |          |
| Schiedsrichter: Felix Zwayer ( Deutschland)                   | | |          |
| Spielbericht                                                  | | |          |

### Spanien – Schweiz 3:2 (1:0)
| Spanien                                                                                      | Spanien | Schweiz | Schweiz |
| -------------------------------------------------------------------------------------------- | --- | --- | ------- |
| Spanien                                                                                      | \| 6. Spieltag \| \| 18. November 2024 um 20:45 Uhr in Santa Cruz de Tenerife (Estadio Heliodoro Rodríguez López) \| \| Zuschauer: 21.204 \| \| Schiedsrichter: Bastian Dankert ( Deutschland) \| \| Spielbericht \|                                                                    | \| 6. Spieltag \| \| 18. November 2024 um 20:45 Uhr in Santa Cruz de Tenerife (Estadio Heliodoro Rodríguez López) \| \| Zuschauer: 21.204 \| \| Schiedsrichter: Bastian Dankert ( Deutschland) \| \| Spielbericht \|                                                                          | Schweiz |
| Spanien                                                                                      | Álex Remiro (46. Robert Sánchez) – Alejandro Grimaldo, Aitor Paredes, Pau Cubarsí, Óscar Mingueza – Fabián, Marc Casadó, Nico Williams (60. Bryan Gil), Pedri (79. Pablo Barrios), Yeremi Pino (69. Bryan Zaragoza) – Álvaro Morata (46. Samu Omorodion) Cheftrainer: Luis de la Fuente | Yvon Mvogo – Ricardo Rodríguez, Miro Muheim, Eray Cömert, Edimilson Fernandes – Granit Xhaka (60. Vincent Sierro), Remo Freuler, Dereck Kutesa (72. Noah Okafor), Simon Sohm (60. Fabian Rieder), Filip Ugrinić (46. Joël Monteiro) – Zeki Amdouni (46. Andi Zeqiri) Cheftrainer: Murat Yakin | Schweiz |
| Spanien                                                                                      | 1:0 Pino (32.) 2:1 Gil (68.) 3:2 Zaragoza (90.+3', Foulelfmeter) | 1:1 Monteiro (63.) 2:2 Zeqiri (85., Foulelfmeter) | Schweiz |
| Spanien                                                                                      | Pino (62.), Zaragoza (84.) | Cömert (81.) | Schweiz |
| Spanien                                                                                      | Mvogo hält Foulelfmeter von Pedri (32.) | | Schweiz |
| 6. Spieltag                                                                                  | | |         |
| 18. November 2024 um 20:45 Uhr in Santa Cruz de Tenerife (Estadio Heliodoro Rodríguez López) | | |         |
| Zuschauer: 21.204                                                                            | | |         |
| Schiedsrichter: Bastian Dankert ( Deutschland)                                               | | |         |
| Spielbericht                                                                                 | | |         |

## Viertelfinale
Die Auslosung der Viertelfinalspiele fand am 22. November 2024 um 12 Uhr MEZ in der UEFA-Zentrale in Nyon, Schweiz, zusammen mit der Auslosung der Halbfinals statt. Bei der Auslosung konnten Mannschaften aus derselben Gruppe nicht gegeneinander gelost werden. Zunächst wurden die Gruppenzweiten den Viertelfinalpaarungen (1 bis 4) zugelost. Anschließend wurden die Gruppensieger gezogen und der jeweils ersten verfügbaren Viertelfinalpaarung in numerischer Reihenfolge zugewiesen.

### Niederlande – Spanien
| Niederlande                                       | Niederlande | Spanien | Spanien |
| ------------------------------------------------- | --- | --- | ------- |
| Niederlande                                       | \| 1. Viertelfinalhinspiel \| \| 20. März 2025 um 20:45 Uhr in Rotterdam (De Kuip) \| \| Ergebnis: 2:2 (1:1) \| \| Zuschauer: 42.003 \| \| Schiedsrichter: Glenn Nyberg ( Schweden) \| \| Spielbericht \| | \| 1. Viertelfinalhinspiel \| \| 20. März 2025 um 20:45 Uhr in Rotterdam (De Kuip) \| \| Ergebnis: 2:2 (1:1) \| \| Zuschauer: 42.003 \| \| Schiedsrichter: Glenn Nyberg ( Schweden) \| \| Spielbericht \|                                                                           | Spanien |
| Niederlande                                       | Bart Verbruggen – Jorrel Hato, Virgil van Dijk , Jan Paul van Hecke, Lutsharel Geertruida – Frenkie de Jong (73. Teun Koopmeiners), Justin Kluivert (73. Xavi Simons), Tijjani Reijnders (90.+1' Mats Wieffer) – Cody Gakpo, Memphis Depay (84. Matthijs de Ligt), Jeremie Frimpong Cheftrainer: Ronald Koeman | Unai Simón – Marc Cucurella, Pau Cubarsí (41. Dean Huijsen), Robin Le Normand, Pedro Porro – Fabián (84. Mikel Merino), Martín Zubimendi, Pedri (66. Dani Olmo) – Nico Williams, Álvaro Morata (66. Ayoze Pérez), Lamine Yamal (66. Mikel Oyarzabal) Cheftrainer: Luis de la Fuente | Spanien |
| Niederlande                                       | 1:1 Gakpo (28.) 2:1 Reijnders (46.) | 0:1 Williams (9.) 2:2 Merino (90.+3') | Spanien |
| Niederlande                                       | Gakpo (45.+1'), Van Dijk (79.) | Huijsen (61.), Pérez (72.) | Spanien |
| Niederlande                                       | Hato (81.) | | Spanien |
| 1. Viertelfinalhinspiel                           | | |         |
| 20. März 2025 um 20:45 Uhr in Rotterdam (De Kuip) | | |         |
| Ergebnis: 2:2 (1:1)                               | | |         |
| Zuschauer: 42.003                                 | | |         |
| Schiedsrichter: Glenn Nyberg ( Schweden)          | | |         |
| Spielbericht                                      | | |         |

| Spanien                                                   | Spanien | Niederlande | Niederlande |
| --------------------------------------------------------- | --- | --- | ----------- |
| Spanien                                                   | \| 1. Viertelfinalrückspiel \| \| 23. März 2025 um 20:45 Uhr in Valencia (Estadio Mestalla) \| \| Ergebnis: 3:3 n. V. (2:2, 1:0), 5:4 i. E. \| \| Zuschauer: 48.082 \| \| Schiedsrichter: Clément Turpin ( Frankreich) \| \| Spielbericht \|                                                               | \| 1. Viertelfinalrückspiel \| \| 23. März 2025 um 20:45 Uhr in Valencia (Estadio Mestalla) \| \| Ergebnis: 3:3 n. V. (2:2, 1:0), 5:4 i. E. \| \| Zuschauer: 48.082 \| \| Schiedsrichter: Clément Turpin ( Frankreich) \| \| Spielbericht \| | Niederlande |
| Spanien                                                   | Unai Simón – Marc Cucurella, Dean Huijsen, Robin Le Normand, Óscar Mingueza (94. Pedro Porro) – Fabián (84. Mikel Merino), Martín Zubimendi (106. Aleix García), Dani Olmo (84. Pedri) – Nico Williams (117. Álex Baena), Mikel Oyarzabal (69. Ferran Torres), Lamine Yamal Cheftrainer: Luis de la Fuente | Bart Verbruggen – Ian Maatsen, Virgil van Dijk , Jan Paul van Hecke, Lutsharel Geertruida (78. Donyell Malen) – Frenkie de Jong (106. Kenneth Taylor), Justin Kluivert (78. Xavi Simons), Tijjani Reijnders (110. Teun Koopmeiners) – Cody Gakpo (78. Noa Lang), Memphis Depay (101. Brian Brobbey), Jeremie Frimpong Cheftrainer: Ronald Koeman | Niederlande |
| Spanien                                                   | 1:0 Oyarzabal (8., Foulelfmeter) 2:1 Oyarzabal (67.) 3:2 Yamal (103.) | 1:1 Depay (54., Foulelfmeter) 2:2 Maatsen (79.) 3:3 Simons (109., Foulelfmeter) | Niederlande |
| Spanien                                                   | Elfmeterschießen | | Niederlande |
| Spanien                                                   | 1:1 Merino 2:2 Torres 3:3 García Verbruggen hält gegen Yamal 4:4 Baena 5:4 Pedri | 0:1 van Dijk 1:2 Koopmeiners 2:3 Simons Lang trifft die Latte 3:4 Taylor Simón hält gegen Malen | Niederlande |
| Spanien                                                   | Le Normand (53.), Simón (108.) | Depay (60.) | Niederlande |
| 1. Viertelfinalrückspiel                                  | | |             |
| 23. März 2025 um 20:45 Uhr in Valencia (Estadio Mestalla) | | |             |
| Ergebnis: 3:3 n. V. (2:2, 1:0), 5:4 i. E.                 | | |             |
| Zuschauer: 48.082                                         | | |             |
| Schiedsrichter: Clément Turpin ( Frankreich)              | | |             |
| Spielbericht                                              | | |             |

### Kroatien – Frankreich
| Kroatien                                             | Kroatien | Frankreich | Frankreich |
| ---------------------------------------------------- | --- | --- | ---------- |
| Kroatien                                             | \| 2. Viertelfinalhinspiel \| \| 20. März 2025 um 20:45 Uhr in Split (Stadion Poljud) \| \| Ergebnis: 2:0 (2:0) \| \| Zuschauer: 30.551 \| \| Schiedsrichter: Espen Eskås ( Norwegen) \| \| Spielbericht \|                                                                              | \| 2. Viertelfinalhinspiel \| \| 20. März 2025 um 20:45 Uhr in Split (Stadion Poljud) \| \| Ergebnis: 2:0 (2:0) \| \| Zuschauer: 30.551 \| \| Schiedsrichter: Espen Eskås ( Norwegen) \| \| Spielbericht \| | Frankreich |
| Kroatien                                             | Dominik Livaković – Joško Gvardiol, Josip Šutalo, Duje Ćaleta-Car, Josip Stanišić – Mateo Kovačić, Luka Modrić , Andrej Kramarić (84. Petar Sučić), Martin Baturina (60. Mario Pašalić), Ivan Perišić (70. Nikola Vlašić) – Ante Budimir (60. Franjo Ivanović) Cheftrainer: Zlatko Dalić | Mike Maignan – Lucas Digne, William Saliba, Ibrahima Konaté (46. Dayot Upamecano), Jules Koundé – Adrien Rabiot (64. Eduardo Camavinga), Aurélien Tchouaméni, Mattéo Guendouzi (84. Manu Koné), Ousmane Dembélé (84. Michael Olise) – Kylian Mbappé , Randal Kolo Muani (64. Bradley Barcola) Cheftrainer: Didier Deschamps | Frankreich |
| Kroatien                                             | 1:0 Budimir (26.) 2:0 Perišić (45.+1') | | Frankreich |
| Kroatien                                             | Tchouaméni (74.), Upamecano (76.) | | Frankreich |
| Kroatien                                             | Maignan hält Handelfmeter von Kramarić (8.) | | Frankreich |
| 2. Viertelfinalhinspiel                              | | |            |
| 20. März 2025 um 20:45 Uhr in Split (Stadion Poljud) | | |            |
| Ergebnis: 2:0 (2:0)                                  | | |            |
| Zuschauer: 30.551                                    | | |            |
| Schiedsrichter: Espen Eskås ( Norwegen)              | | |            |
| Spielbericht                                         | | |            |

| Frankreich                                                  | Frankreich | Kroatien | Kroatien |
| ----------------------------------------------------------- | --- | --- | -------- |
| Frankreich                                                  | \| 2. Viertelfinalrückspiel \| \| 23. März 2025 um 20:45 Uhr in Saint-Denis (Stade de France) \| \| Ergebnis: 2:0 n. V. (2:0, 0:0), 5:4 i. E. \| \| Zuschauer: 77.502 \| \| Schiedsrichter: Michael Oliver ( England) \| \| Spielbericht \|                                                               | \| 2. Viertelfinalrückspiel \| \| 23. März 2025 um 20:45 Uhr in Saint-Denis (Stade de France) \| \| Ergebnis: 2:0 n. V. (2:0, 0:0), 5:4 i. E. \| \| Zuschauer: 77.502 \| \| Schiedsrichter: Michael Oliver ( England) \| \| Spielbericht \|                                                                                        | Kroatien |
| Frankreich                                                  | Mike Maignan – Théo Hernández, William Saliba, Dayot Upamecano, Jules Koundé – Aurélien Tchouaméni, Manu Koné (111. Warren Zaïre-Emery), Bradley Barcola (66. Désiré Doué), Ousmane Dembélé (99. Randal Kolo Muani), Michael Olise (106. Eduardo Camavinga) – Kylian Mbappé Cheftrainer: Didier Deschamps | Dominik Livaković – Joško Gvardiol (106. Marin Pongračić), Josip Šutalo, Duje Ćaleta-Car, Josip Stanišić – Mateo Kovačić (81. Kristijan Jakić), Luka Modrić (81. Nikola Moro), Andrej Kramarić (71. Martin Baturina), Petar Sučić, Ivan Perišić (71. Mario Pašalić) – Ante Budimir (60. Franjo Ivanović) Cheftrainer: Zlatko Dalić | Kroatien |
| Frankreich                                                  | 1:0 Olise (52.) 2:0 Dembélé (80.) | | Kroatien |
| Frankreich                                                  | Elfmeterschießen | | Kroatien |
| Frankreich                                                  | 1:0 Mbappé 2:1 Tchouaméni Koundé schießt über das Tor 3:2 Kolo Muani Hernández schießt neben das Tor 4:4 Doué 5:4 Upamecano | Maignan hält gegen Baturina 1:1 Moro Ivanović schießt über das Tor 2:2 Pašalić 3:3 Jakić 3:4 Ćaleta-Car Maignan hält gegen Stanišić | Kroatien |
| Frankreich                                                  | Mbappé (37.), Kolo Muani (103.) | Stanišić (35.), Kovačić (45.), Gvardiol (45.+3'), Ćaleta-Car (61.), Livaković (74.), Jakić (90.+5') | Kroatien |
| 2. Viertelfinalrückspiel                                    | | |          |
| 23. März 2025 um 20:45 Uhr in Saint-Denis (Stade de France) | | |          |
| Ergebnis: 2:0 n. V. (2:0, 0:0), 5:4 i. E.                   | | |          |
| Zuschauer: 77.502                                           | | |          |
| Schiedsrichter: Michael Oliver ( England)                   | | |          |
| Spielbericht                                                | | |          |

### Dänemark – Portugal
| Dänemark                                                | Dänemark | Portugal | Portugal |
| ------------------------------------------------------- | --- | --- | -------- |
| Dänemark                                                | \| 3. Viertelfinalhinspiel \| \| 20. März 2025 um 20:45 Uhr in Kopenhagen (Parken) \| \| Ergebnis: 1:0 (0:0) \| \| Zuschauer: 36.332 \| \| Schiedsrichter: Irfan Peljto ( Bosnien und Herzegowina) \| \| Spielbericht \|                                                                                         | \| 3. Viertelfinalhinspiel \| \| 20. März 2025 um 20:45 Uhr in Kopenhagen (Parken) \| \| Ergebnis: 1:0 (0:0) \| \| Zuschauer: 36.332 \| \| Schiedsrichter: Irfan Peljto ( Bosnien und Herzegowina) \| \| Spielbericht \|                                                       | Portugal |
| Dänemark                                                | Kasper Schmeichel – Joachim Andersen, Jannik Vestergaard, Rasmus Kristensen – Joakim Mæhle, Christian Nørgaard, Christian Eriksen (86. Jonas Wind), Morten Hjulmand, Gustav Isaksen (87. Patrick Dorgu) – Jesper Lindstrøm (69. Andreas Skov Olsen), Mika Biereth (69. Rasmus Højlund) Cheftrainer: Brian Riemer | Diogo Costa – Nuno Mendes, Rúben Dias, Renato Veiga (76. Gonçalo Inácio), Diogo Dalot (66. Nélson Semedo) – João Neves (86. Bernardo Silva), Bruno Fernandes, Vitinha – Pedro Neto, Cristiano Ronaldo , Rafael Leão (76. Rúben Neves) Cheftrainer: Roberto Martínez ( Spanien) | Portugal |
| Dänemark                                                | 1:0 Højlund (78.) | | Portugal |
| Dänemark                                                | Dalot (57.), Vitinha (59.) | | Portugal |
| Dänemark                                                | Costa hält Handelfmeter von Eriksen (24.) | | Portugal |
| 3. Viertelfinalhinspiel                                 | | |          |
| 20. März 2025 um 20:45 Uhr in Kopenhagen (Parken)       | | |          |
| Ergebnis: 1:0 (0:0)                                     | | |          |
| Zuschauer: 36.332                                       | | |          |
| Schiedsrichter: Irfan Peljto ( Bosnien und Herzegowina) | | |          |
| Spielbericht                                            | | |          |

| Portugal                                                           | Portugal | Dänemark | Dänemark |
| ------------------------------------------------------------------ | --- | --- | -------- |
| Portugal                                                           | \| 3. Viertelfinalrückspiel \| \| 23. März 2025 um 20:45 Uhr in Lissabon (Estádio José Alvalade XXI) \| \| Ergebnis: 5:2 n. V. (3:2, 1:0) \| \| Zuschauer: 47.123 \| \| Schiedsrichter: Slavko Vinčić ( Slowenien) \| \| Spielbericht \|                                                                           | \| 3. Viertelfinalrückspiel \| \| 23. März 2025 um 20:45 Uhr in Lissabon (Estádio José Alvalade XXI) \| \| Ergebnis: 5:2 n. V. (3:2, 1:0) \| \| Zuschauer: 47.123 \| \| Schiedsrichter: Slavko Vinčić ( Slowenien) \| \| Spielbericht \| | Dänemark |
| Portugal                                                           | Diogo Costa – Nuno Mendes, Gonçalo Inácio, Rúben Dias, Diogo Dalot (81. Francisco Trincão) – Bruno Fernandes, Vitinha (99. Rúben Neves), Bernardo Silva – Rafael Leão (62. Diogo Jota), Cristiano Ronaldo (90.+2' Gonçalo Ramos), Francisco Conceição (81. Nélson Semedo) Cheftrainer: Roberto Martínez ( Spanien) | Kasper Schmeichel – Patrick Dorgu (97. Conrad Harder), Jannik Vestergaard, Joachim Andersen, Rasmus Kristensen – Christian Nørgaard (83. Victor Froholdt), Morten Hjulmand, Christian Eriksen (83. Morten Frendrup) – Jesper Lindstrøm (65. Andreas Skov Olsen), Rasmus Højlund (73. Mika Biereth), Gustav Isaksen (73. Victor Kristiansen) Cheftrainer: Brian Riemer | Dänemark |
| Portugal                                                           | 1:0 Andersen (38., Eigentor) 2:1 Cristiano Ronaldo (72.) 3:2 Trincão (86.) 4:2 Trincão (91.) 5:2 Ramos (115.) | 1:1 Kristensen (56.) 2:2 Eriksen (76.) | Dänemark |
| Portugal                                                           | Dias (50.), Jota (75.) | Eriksen (50.), Nørgaard (66.), Andersen (105.+3'), Vestergaard (120.+1') | Dänemark |
| Portugal                                                           | Schmeichel hält Foulelfmeter von Cristiano Ronaldo (6.) | | Dänemark |
| 3. Viertelfinalrückspiel                                           | | |          |
| 23. März 2025 um 20:45 Uhr in Lissabon (Estádio José Alvalade XXI) | | |          |
| Ergebnis: 5:2 n. V. (3:2, 1:0)                                     | | |          |
| Zuschauer: 47.123                                                  | | |          |
| Schiedsrichter: Slavko Vinčić ( Slowenien)                         | | |          |
| Spielbericht                                                       | | |          |

### Italien – Deutschland
| Italien                                                         | Italien | Deutschland | Deutschland |
| --------------------------------------------------------------- | --- | --- | ----------- |
| Italien                                                         | \| 4. Viertelfinalhinspiel \| \| 20. März 2025 um 20:45 Uhr in Mailand (Giuseppe-Meazza-Stadion) \| \| Ergebnis: 1:2 (1:0) \| \| Zuschauer: 60.334 \| \| Schiedsrichter: François Letexier ( Frankreich) \| \| Spielbericht \| | \| 4. Viertelfinalhinspiel \| \| 20. März 2025 um 20:45 Uhr in Mailand (Giuseppe-Meazza-Stadion) \| \| Ergebnis: 1:2 (1:0) \| \| Zuschauer: 60.334 \| \| Schiedsrichter: François Letexier ( Frankreich) \| \| Spielbericht \|                                                                                   | Deutschland |
| Italien                                                         | Gianluigi Donnarumma – Riccardo Calafiori, Alessandro Bastoni, Giovanni Di Lorenzo – Destiny Udogie, Sandro Tonali, Nicolò Rovella (64. Samuele Ricci), Nicolò Barella (83. Davide Frattesi), Matteo Politano (64. Raoul Bellanova) – Giacomo Raspadori (71. Daniel Maldini), Moise Kean (83. Lorenzo Lucca) Cheftrainer: Luciano Spalletti | Oliver Baumann – David Raum (46. Nico Schlotterbeck), Antonio Rüdiger, Jonathan Tah, Joshua Kimmich – Leon Goretzka, Pascal Groß (90. Robert Andrich), Nadiem Amiri (66. Jamie Leweling), Jamal Musiala, Leroy Sané (82. Karim Adeyemi) – Jonathan Burkardt (46. Tim Kleindienst) Cheftrainer: Julian Nagelsmann | Deutschland |
| Italien                                                         | 1:0 Tonali (9.) | 1:1 Kleindienst (49.) 1:2 Goretzka (76.) | Deutschland |
| Italien                                                         | Rovella (52.), Maldini (74.) | Amiri (55.) | Deutschland |
| 4. Viertelfinalhinspiel                                         | | |             |
| 20. März 2025 um 20:45 Uhr in Mailand (Giuseppe-Meazza-Stadion) | | |             |
| Ergebnis: 1:2 (1:0)                                             | | |             |
| Zuschauer: 60.334                                               | | |             |
| Schiedsrichter: François Letexier ( Frankreich)                 | | |             |
| Spielbericht                                                    | | |             |

| Deutschland                                               | Deutschland | Italien | Italien |
| --------------------------------------------------------- | --- | --- | ------- |
| Deutschland                                               | \| 4. Viertelfinalrückspiel \| \| 23. März 2025 um 20:45 Uhr in Dortmund (Westfalenstadion) \| \| Ergebnis: 3:3 (3:0) \| \| Zuschauer: 64.762 \| \| Schiedsrichter: Szymon Marciniak ( Polen) \| \| Spielbericht \| | \| 4. Viertelfinalrückspiel \| \| 23. März 2025 um 20:45 Uhr in Dortmund (Westfalenstadion) \| \| Ergebnis: 3:3 (3:0) \| \| Zuschauer: 64.762 \| \| Schiedsrichter: Szymon Marciniak ( Polen) \| \| Spielbericht \| | Italien |
| Deutschland                                               | Oliver Baumann – Nico Schlotterbeck, Jonathan Tah, Antonio Rüdiger (77. Yann Aurel Bisseck) – Maximilian Mittelstädt, Leon Goretzka (63. Nadiem Amiri), Angelo Stiller (63. Pascal Groß), Joshua Kimmich , Jamal Musiala (77. Robert Andrich), Leroy Sané (63. Karim Adeyemi) – Tim Kleindienst Cheftrainer: Julian Nagelsmann | Gianluigi Donnarumma – Alessandro Bastoni, Alessandro Buongiorno, Federico Gatti (46. Matteo Politano) – Destiny Udogie, Sandro Tonali (68. Giacomo Raspadori), Samuele Ricci (85. Mattia Zaccagni), Nicolò Barella, Giovanni Di Lorenzo – Daniel Maldini (46. Davide Frattesi), Moise Kean (85. Lorenzo Lucca) Cheftrainer: Luciano Spalletti | Italien |
| Deutschland                                               | 1:0 Kimmich (30., Foulelfmeter) 2:0 Musiala (36.) 3:0 Kleindienst (45.) | 3:1 Kean (49.) 3:2 Kean (69.) 3:3 Raspadori (90.+5', Handelfmeter) | Italien |
| Deutschland                                               | Stiller (22.), Adeyemi (68.), Kleindienst (79.) | Gatti (21.), Buongiorno (29.), Bastoni (79.), Barella (90.+9') | Italien |
| 4. Viertelfinalrückspiel                                  | | |         |
| 23. März 2025 um 20:45 Uhr in Dortmund (Westfalenstadion) | | |         |
| Ergebnis: 3:3 (3:0)                                       | | |         |
| Zuschauer: 64.762                                         | | |         |
| Schiedsrichter: Szymon Marciniak ( Polen)                 | | |         |
| Spielbericht                                              | | |         |

## Endrunde (Final Four)
Für die Endrunde waren folgende Mannschaften qualifiziert:
- Spanien (Sieger 1. Viertelfinale)
- Frankreich (Sieger 2. Viertelfinale)
- Portugal (Sieger 3. Viertelfinale)
- Deutschland (Sieger 4. Viertelfinale, Gastgeber)

### Halbfinale

#### Deutschland – Portugal 1:2 (0:0)
| Deutschland                                          | Deutschland | Portugal | Portugal | Aufstellung                            |
| ---------------------------------------------------- | --- | --- | -------- | -------------------------------------- |
| Deutschland                                          | \| 1. Halbfinale \| \| 4. Juni 2025 um 20:45 Uhr in München (Allianz Arena) \| \| Zuschauer: 65.823 \| \| Schiedsrichter: Slavko Vinčić ( Slowenien) \| \| Spielbericht \| | \| 1. Halbfinale \| \| 4. Juni 2025 um 20:45 Uhr in München (Allianz Arena) \| \| Zuschauer: 65.823 \| \| Schiedsrichter: Slavko Vinčić ( Slowenien) \| \| Spielbericht \| | Portugal | Aufstellung Deutschland gegen Portugal |
| Deutschland                                          | Marc-André ter Stegen – Waldemar Anton (71. Felix Nmecha), Robin Koch, Jonathan Tah – Maximilian Mittelstädt (60. Robin Gosens), Leon Goretzka, Aleksandar Pavlović (71. Karim Adeyemi), Joshua Kimmich – Florian Wirtz, Nick Woltemade (60. Niclas Füllkrug), Leroy Sané (60. Serge Gnabry) Cheftrainer: Julian Nagelsmann | Diogo Costa – Nuno Mendes, Gonçalo Inácio, Rúben Dias, João Neves (58. Nélson Semedo) – Bernardo Silva, Rúben Neves (58. Vitinha), Pedro Neto (83. Diogo Jota), Bruno Fernandes, Francisco Trincão (58. Francisco Conceição) – Cristiano Ronaldo (90. João Palhinha) Cheftrainer: Roberto Martínez ( Spanien) | Portugal | Aufstellung Deutschland gegen Portugal |
| Deutschland                                          | 1:0 Wirtz (48.) | 1:1 Conceição (63.) 1:2 Cristiano Ronaldo (68.) | Portugal | Aufstellung Deutschland gegen Portugal |
| Deutschland                                          | Tah (80.), Wirtz (84.), Füllkrug (84.) | Pinto (51.), Martínez (52.), R. Neves (52.), Dias (84.) | Portugal | Aufstellung Deutschland gegen Portugal |
| Deutschland                                          | Spieler des Spiels: Francisco Conceição | | Portugal | Aufstellung Deutschland gegen Portugal |
| 1. Halbfinale                                        | | |          |                                        |
| 4. Juni 2025 um 20:45 Uhr in München (Allianz Arena) | | |          |                                        |
| Zuschauer: 65.823                                    | | |          |                                        |
| Schiedsrichter: Slavko Vinčić ( Slowenien)           | | |          |                                        |
| Spielbericht                                         | | |          |                                        |

#### Spanien – Frankreich 5:4 (2:0)
| Spanien                                           | Spanien | Frankreich | Frankreich | Aufstellung                          |
| ------------------------------------------------- | --- | --- | ---------- | ------------------------------------ |
| Spanien                                           | \| 2. Halbfinale \| \| 5. Juni 2025 um 20:45 Uhr in Stuttgart (MHPArena) \| \| Zuschauer: 51.724 \| \| Schiedsrichter: Michael Oliver ( England) \| \| Spielbericht \| | \| 2. Halbfinale \| \| 5. Juni 2025 um 20:45 Uhr in Stuttgart (MHPArena) \| \| Zuschauer: 51.724 \| \| Schiedsrichter: Michael Oliver ( England) \| \| Spielbericht \| | Frankreich | Aufstellung Spanien gegen Frankreich |
| Spanien                                           | Unai Simón – Marc Cucurella, Dean Huijsen, Robin Le Normand (77. Dani Vivian), Pedro Porro – Pedri (64. Fabián), Martín Zubimendi, Mikel Merino (90.+1' Gavi) – Nico Williams (64. Dani Olmo), Mikel Oyarzabal (77. Samu Omorodion), Lamine Yamal Cheftrainer: Luis de la Fuente | Mike Maignan – Théo Hernández, Clément Lenglet (72. Lucas Hernández), Ibrahima Konaté, Pierre Kalulu (63. Malo Gusto) – Adrien Rabiot, Manu Koné, Désiré Doué (63. Bradley Barcola), Michael Olise (63. Rayan Cherki), Ousmane Dembélé (76. Randal Kolo Muani) – Kylian Mbappé Cheftrainer: Didier Deschamps | Frankreich | Aufstellung Spanien gegen Frankreich |
| Spanien                                           | 1:0 Williams (22.) 2:0 Merino (25.) 3:0 Yamal (54., Foulelfmeter) 4:0 Pedri (55.) 5:1 Yamal (67.) | 4:1 Mbappé (59., Foulelfmeter) 5:2 Cherki (79.) 5:3 Vivian (84., Eigentor) 5:4 Kolo Muani (90.+3') | Frankreich | Aufstellung Spanien gegen Frankreich |
| Spanien                                           | Yamal (33.), Gavi (90.+6') | Rabiot (51.), T. Hernández (82.), Kolo Muani (90.+4'), Koné (90.+7') | Frankreich | Aufstellung Spanien gegen Frankreich |
| Spanien                                           | Spieler des Spiels: Lamine Yamal | | Frankreich | Aufstellung Spanien gegen Frankreich |
| 2. Halbfinale                                     | | |            |                                      |
| 5. Juni 2025 um 20:45 Uhr in Stuttgart (MHPArena) | | |            |                                      |
| Zuschauer: 51.724                                 | | |            |                                      |
| Schiedsrichter: Michael Oliver ( England)         | | |            |                                      |
| Spielbericht                                      | | |            |                                      |

### Spiel um Platz 3

#### Deutschland – Frankreich 0:2 (0:1)
| Deutschland                                       | Deutschland | Frankreich | Frankreich | Aufstellung                              |
| ------------------------------------------------- | --- | --- | ---------- | ---------------------------------------- |
| Deutschland                                       | \| Spiel um Platz 3 \| \| 8. Juni 2025 um 15:00 Uhr in Stuttgart (MHPArena) \| \| Zuschauer: 51.313 \| \| Schiedsrichter: Ivan Kružliak ( Slowakei) \| \| Spielbericht \| | \| Spiel um Platz 3 \| \| 8. Juni 2025 um 15:00 Uhr in Stuttgart (MHPArena) \| \| Zuschauer: 51.313 \| \| Schiedsrichter: Ivan Kružliak ( Slowakei) \| \| Spielbericht \| | Frankreich | Aufstellung Deutschland gegen Frankreich |
| Deutschland                                       | Marc-André ter Stegen – David Raum (65. Maximilian Mittelstädt), Robin Koch, Jonathan Tah, Joshua Kimmich – Leon Goretzka (65. Tom Bischof), Pascal Groß (73. Thilo Kehrer), Karim Adeyemi (78. Serge Gnabry), Florian Wirtz, Nick Woltemade (46. Deniz Undav) – Niclas Füllkrug Cheftrainer: Julian Nagelsmann | Mike Maignan – Lucas Digne, Lucas Hernández, Loïc Badé, Malo Gusto – Adrien Rabiot, Aurélien Tchouaméni (68. Manu Koné), Marcus Thuram (90. Mattéo Guendouzi), Rayan Cherki (68. Michael Olise), Randal Kolo Muani (68. Désiré Doué) – Kylian Mbappé Cheftrainer: Didier Deschamps | Frankreich | Aufstellung Deutschland gegen Frankreich |
| Deutschland                                       | 0:1 Mbappé (45.) 0:2 Olise (84.) | | Frankreich | Aufstellung Deutschland gegen Frankreich |
| Deutschland                                       | Raum (29.), Adeyemi (35.), Tah (61.) | Digne (12.), Hernández (61.) | Frankreich | Aufstellung Deutschland gegen Frankreich |
| Deutschland                                       | Spieler des Spiels: Kylian Mbappé | | Frankreich | Aufstellung Deutschland gegen Frankreich |
| Spiel um Platz 3                                  | | |            |                                          |
| 8. Juni 2025 um 15:00 Uhr in Stuttgart (MHPArena) | | |            |                                          |
| Zuschauer: 51.313                                 | | |            |                                          |
| Schiedsrichter: Ivan Kružliak ( Slowakei)         | | |            |                                          |
| Spielbericht                                      | | |            |                                          |

### Finale

#### Portugal – Spanien 2:2 n. V. (2:2, 1:2), 5:3 i. E.
| Portugal                                                  | Portugal | Spanien | Spanien | Aufstellung                        |
| --------------------------------------------------------- | --- | --- | ------- | ---------------------------------- |
| Portugal                                                  | \| Finale \| \| So., 8. Juni 2025 um 21:00 Uhr in München (Allianz Arena) \| \| Zuschauer: 65.852 \| \| Schiedsrichter: Sandro Schärer ( Schweiz) (1) \| \| Spielbericht \| | \| Finale \| \| So., 8. Juni 2025 um 21:00 Uhr in München (Allianz Arena) \| \| Zuschauer: 65.852 \| \| Schiedsrichter: Sandro Schärer ( Schweiz) (1) \| \| Spielbericht \| | Spanien | Aufstellung Portugal gegen Spanien |
| Portugal                                                  | Diogo Costa – João Neves (46. Nélson Semedo), Rúben Dias, Gonçalo Inácio (74. Renato Veiga), Nuno Mendes – Bernardo Silva (74. Rafael Leão), Vitinha – Pedro Neto (106. Diogo Jota), Bruno Fernandes, Francisco Conceição (46. Rúben Neves) – Cristiano Ronaldo (88. Gonçalo Ramos) Cheftrainer: Roberto Martínez ( Spanien) | Unai Simón – Óscar Mingueza (92. Pedro Porro), Robin Le Normand, Marc Cucurella – Pedri (75. Isco), Martín Zubimendi, Fabián Ruiz (75. Mikel Merino) – Lamine Yamal (106. Yeremi Pino), Mikel Oyarzabal (111. Álvaro Morata), Nico Williams (92. Álex Baena) Cheftrainer: Luis de la Fuente | Spanien | Aufstellung Portugal gegen Spanien |
| Portugal                                                  | 1:1 Mendes (26.) 2:2 Cristiano Ronaldo (61.) | 0:1 Zubimendi (21.) 1:2 Oyarzabal (45.) | Spanien | Aufstellung Portugal gegen Spanien |
| Portugal                                                  | Elfmeterschießen | | Spanien | Aufstellung Portugal gegen Spanien |
| Portugal                                                  | 1:0 Ramos 2:1 Vitinha 3:2 Fernandes 4:3 Mendes 5:3 R. Neves | 1:1 Merino 2:2 Baena 3:3 Isco Costa hält gegen Morata | Spanien | Aufstellung Portugal gegen Spanien |
| Portugal                                                  | Inácio (19.), Neto (82.), Mendes (100.) | Fabián (33.), Le Normand (90.+1'), Baena (100.), Porro (110.) | Spanien | Aufstellung Portugal gegen Spanien |
| Portugal                                                  | Spieler des Spiels: Nuno Mendes | | Spanien | Aufstellung Portugal gegen Spanien |
| Finale                                                    | | |         |                                    |
| So., 8. Juni 2025 um 21:00 Uhr in München (Allianz Arena) | | |         |                                    |
| Zuschauer: 65.852                                         | | |         |                                    |
| Schiedsrichter: Sandro Schärer ( Schweiz) (1)             | | |         |                                    |
| Spielbericht                                              | | |         |                                    |

## Siegermannschaft von Portugal
| Portugal | |
| Portugal | - Tor: Diogo Costa (9 Spiele / kein Tor), José Sá (1/-) - Abwehr: Nuno Mendes (10/1), Nélson Semedo (9/-), Rúben Dias (8/-), Diogo Dalot (7/1), Renato Veiga (5/-), Gonçalo Inácio (5/-), António Silva (4/-), João Cancelo (2/-), Tomás Araújo (1/-), Tiago Djaló (1/-), Nuno Tavares (1/-) - Mittelfeld: Bruno Fernandes (9/2), Bernardo Silva (9/1), Vitinha (8/-), João Neves (7/-), Rúben Neves (7/-), Francisco Trincão (4/2), João Palhinha (3/-), Otávio (2/-), Samú Costa (2/-), Pedro Gonçalves (1/-) - Sturm: Cristiano Ronaldo (9/8), Rafael Leão (9/1), Pedro Neto (7/1), Diogo Jota (7/-), Francisco Conceição (5/1), João Félix (4/1), Gonçalo Ramos (2/1), Fábio Silva (1/-) - Cheftrainer: Roberto Martínez |